# Podnoszenia łyżwiarskie
| Oznaczenie wg ISU | Oznaczenie wg ISU |
| Li                | podnoszenie       |
| ----------------- | ----------------- |

Podnoszenia łyżwiarskie (ang. Figure skating lifts) – jeden z obowiązkowych elementów łyżwiarstwa figurowego w konkurencjach parach sportowych i tanecznych. Pary taneczne w odróżnieniu par sportowych nie mogą wykonywać podnoszeń powyżej ramion partnera. Podnoszenia są także wykonywane przez drużyny łyżwiarstwa synchronicznego w programie dowolnym.

## Pary taneczne

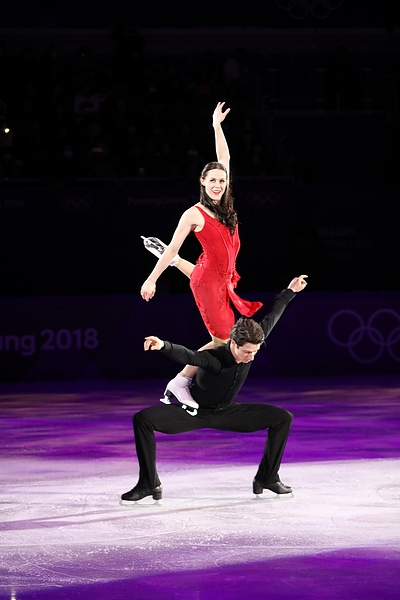
Podnoszenie po linii prostej „The Goose” (Tessa Virtue / Scott Moir)

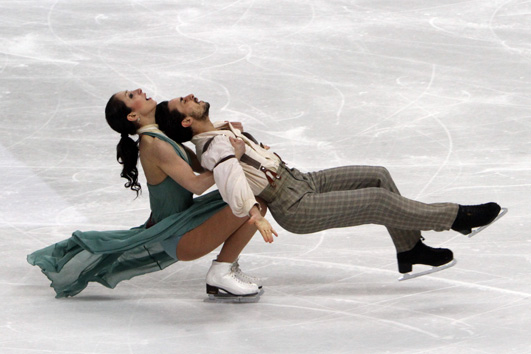
Podnoszenie w którym partnerka podnosi partnera (Federica Faiella / Massimo Scali)

Międzynarodowa Unia Łyżwiarska (ISU) dopuszcza siedem rodzajów podnoszeń w programach par tanecznych. Cztery z nich należą do podnoszeń krótkich (ang. Short lifts) trwających maksymalnie 7 sekund, zaś trzy do podnoszeń długich (ang. Long lifts), które nie mogą przekroczyć 12 sekund.

### Podnoszenia krótkie
- Podnoszenia stacjonarne (ang. Stationary lift, StaLi) – podnoszący partner pozostaje w jednym miejscu i może wykonać obrót wokół jednej osi
- Podnoszenia po linii prostej (ang. Straight line lift, SlLi) – podnoszący partner porusza się po linii prostej w dowolnej pozycji na jednej lub dwóch nogach
- Podnoszenia po łuku (ang. Curve lift, CuLi) – podnoszący partner porusza się po łuku w dowolnej pozycji na jednej lub dwóch nogach. W celu zmiany kierunku jazdy dozwolona jest ½ obrotu.
- Podnoszenia rotacyjne (ang. Rotational lift, RoLi) – podnoszący partner porusza się po tafli lodowej wykonując obroty w jednym kierunku

### Podnoszenia długie
- Podnoszenia rotacyjne w obu kierunkach (ang. Reverse rotational lift) – podnoszący partner porusza się wykonując obroty w jednym kierunku a następnie w drugim
- Podnoszenia serpentynowe (ang. Serpentine lift) – podnoszący partner porusza się po dwóch różnych łukach. Głębokość i długość łuków powinna być w miarę równa. W celu zmiany kierunku jazdy dozwolona jest ½ obrotu.
- Podnoszenia kombinacyjne (ang. Combination lift) – podnoszenie składające się z dwóch Podnoszeń Krótkich 6 sekundowych z listy wymienionej powyżej

### Pozycje w podnoszeniach
Każda pozycja w podnoszeniu musi być utrzymana przez co najmniej 3 sekundy, aby mogła podlegać ocenie. Każda pozycja może być wykorzystana w programie tylko raz.
W wielu podnoszeniach, najczęściej tych po linii prostej lub łuku, osoba podnoszona trzyma płozę łyżwy na nodze lub innej części ciała osoby podnoszącej. Taka pozycja jest możliwa ze względu na budowę łyżwy (wklęsła płoza z dwoma krawędziami), odpowiednie wykonanie wejścia i wyjścia z podnoszenia oraz umiejętności łyżwiarzy przez co nie dochodzi do rozcięcia skóry w miejscu ustawienia łyżwy osoby podnoszonej.
Podnoszenia par tanecznych często stają się ich znakiem rozpoznawczym ze względu na oryginalność wymyślanych pozycji i sposobów ich wykonywania. Tradycyjnie to partner jest osobą podnoszącą, zaś partnerka osobą podnoszoną, jednak zdarza się, że role w podnoszeniu są odwrócone. Do najbardziej znanych par tanecznych, w których to partnerka podnosiła partnera należeli: Marina Anisina / Gwendal Peizerat, Federica Faiella / Massimo Scali oraz Sinead Kerr / John Kerr.

#### Pozycje dla osoby podnoszonej
- Pełny szpagat
- Pozycja Biellmann – noga trzymana nad głową
- Pozycja pierścienia – jedna lub obie nogi trzymane blisko głowy, ciało wygięte w pierścień
- Pozycja pionowa do góry nogami za pomocą odpowiedniego chwytu
- Pozycja pionowa z cantilever
- Pozycja pozioma tylko z jednym punktem wsparcia
- Pochylając się do przodu lub do tyłu z nogami jako jedynymi punktami wsparcia
- Pełna pozycja leżąca bez wsparcia osoby podnoszącej powyżej uda
- Pochylając się z ciałem i nogami w pozycji poziomej z ramionami i / lub górną częścią pleców jako punktami podparcia.

#### Pozycje dla osoby podnoszącej
- Na jednej nodze
- Shoot-the-Duck
- Mond – z użyciem krawędzi wewnętrznej lub zewnętrznej lub płaska krawędź przy podnoszeniach po linii prostej (tylko dwie pozycje mogą być użyte w jednym programie)
- Ina Bauer
- Besti squat (przysiad ze zgięciem obu nóg)
- Przysiad z jedną nogą zgiętą, a drugą wyprostowaną
- Lunge
- Podnoszenie jedną ręką
- Podnoszenie na ramionach

## Przykłady podnoszeń par tanecznych

### Podnoszenia stacjonarne

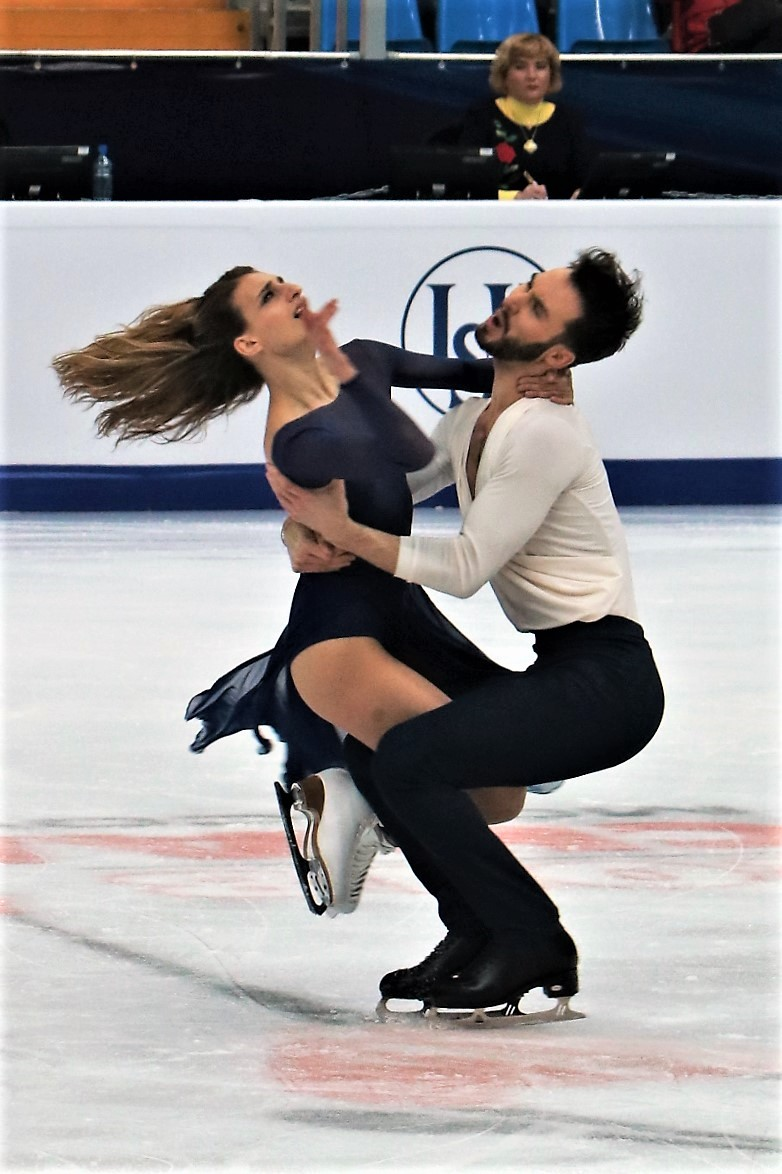
(Papadakis / Cizeron)
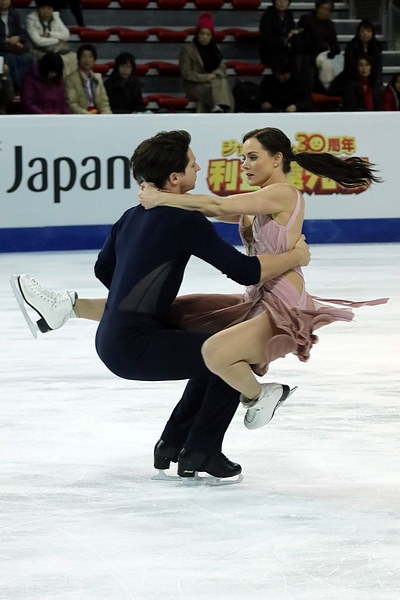
(Virtue / Moir)
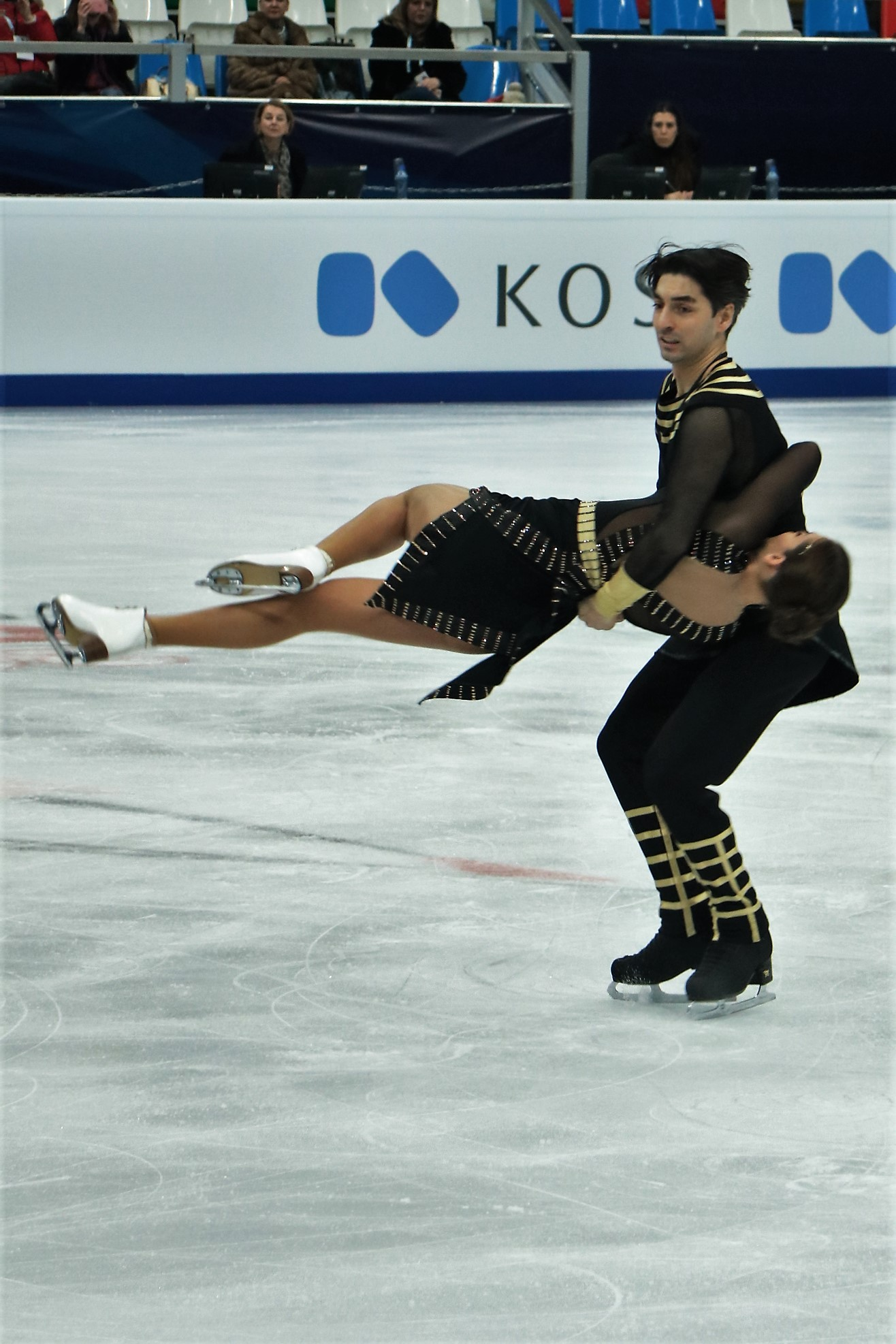
(Agafonova / Uçar)
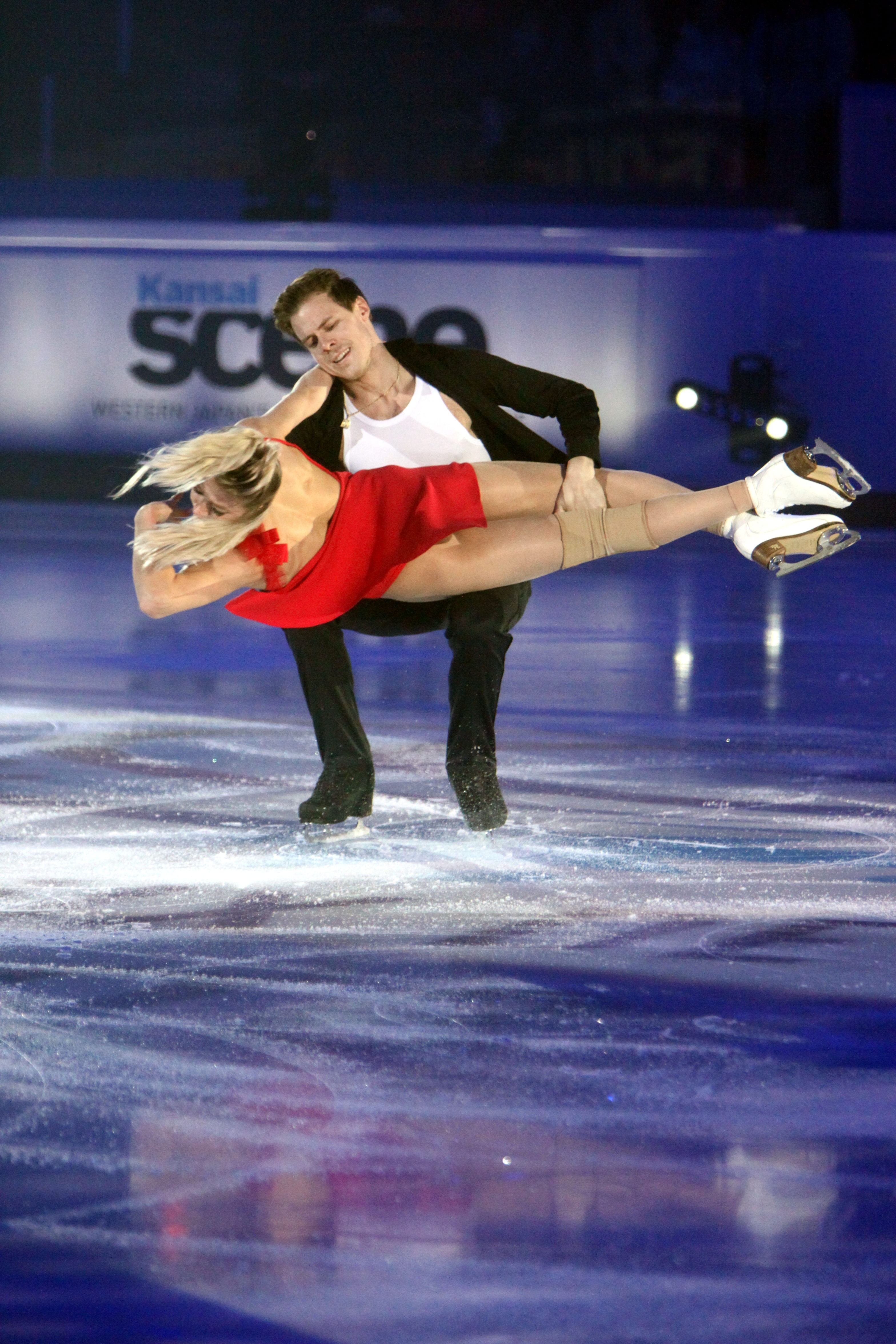
(Sinicyna / Kacałapow)

### Podnoszenia rotacyjne

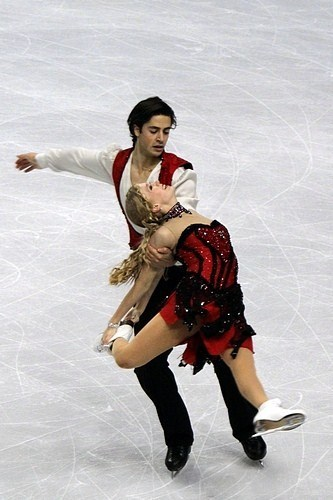
(Weaver / Poje)
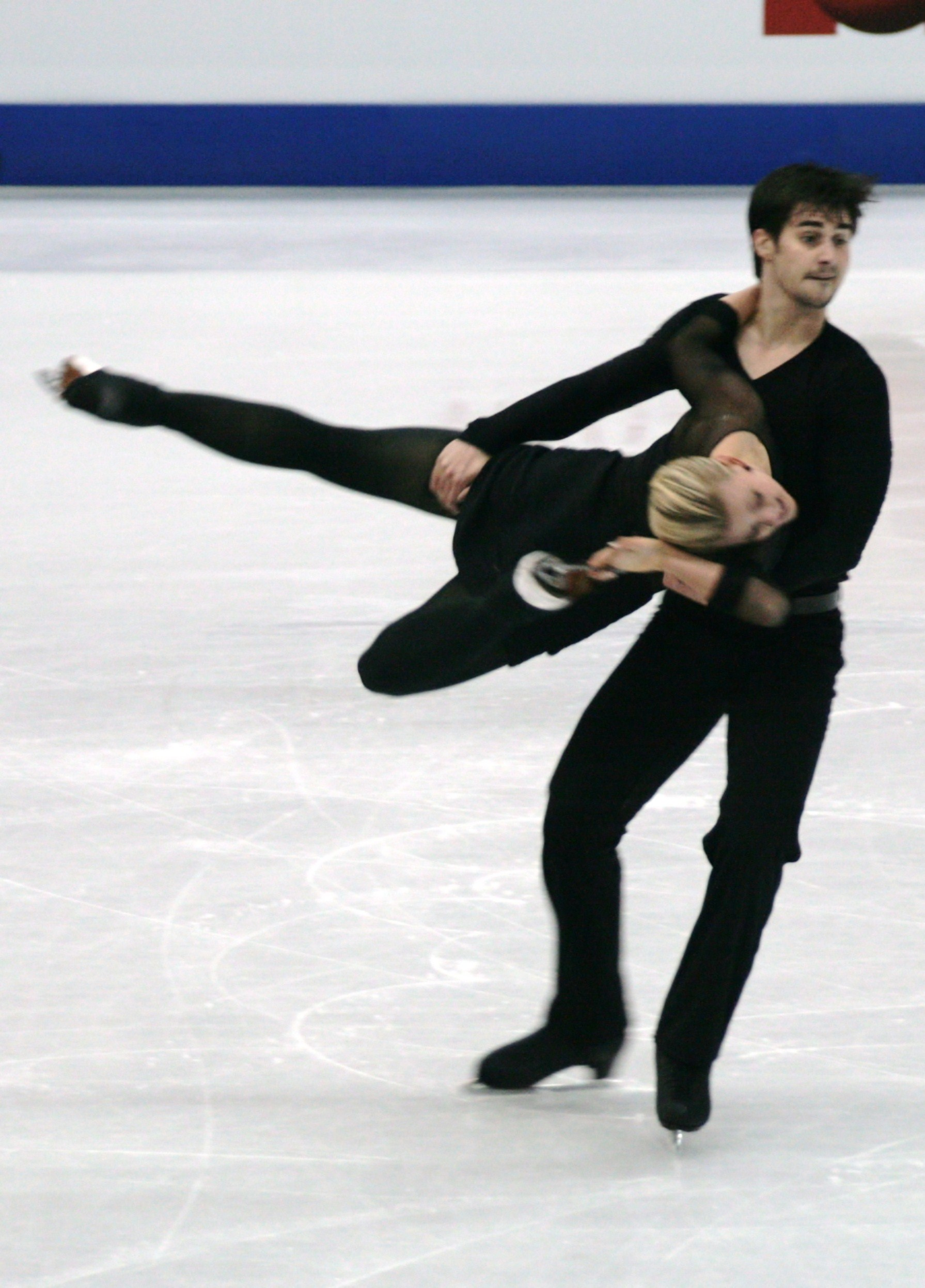
(Hubbell / Donohue)
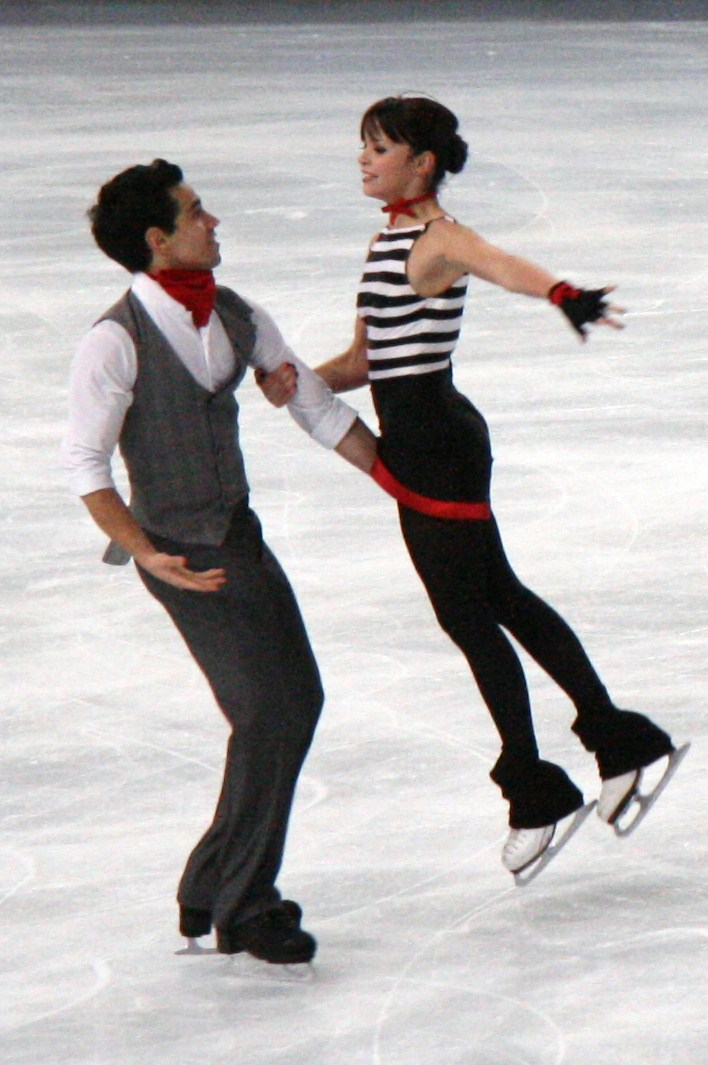
(Cappellini / Lanotte)
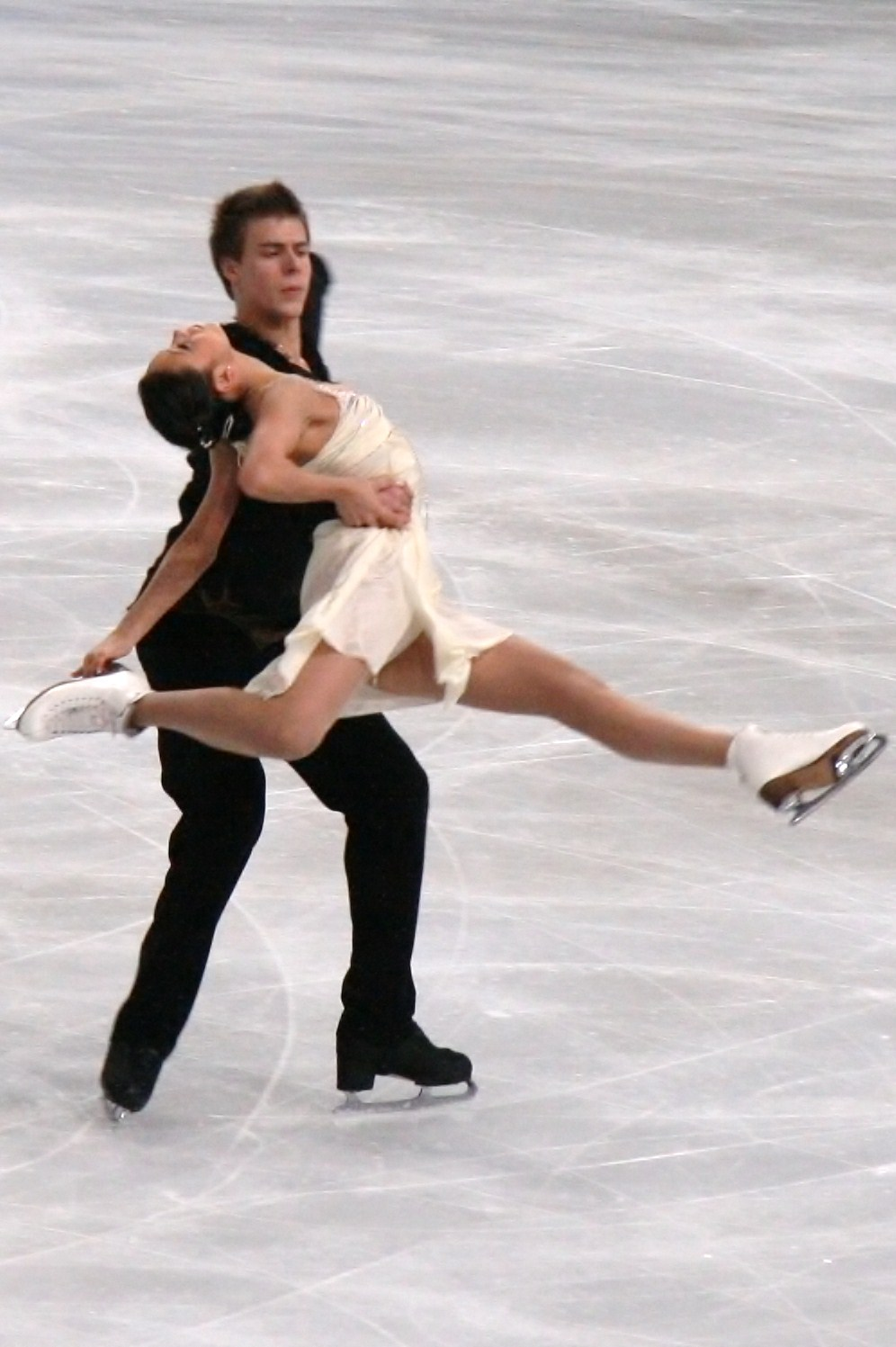
(Ilinych / Kacałapow)
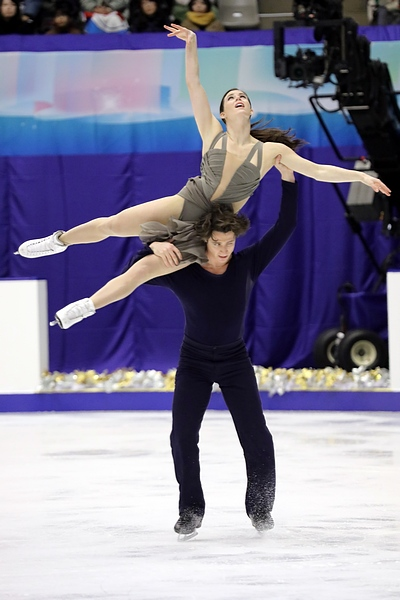
(Virtue / Moir)
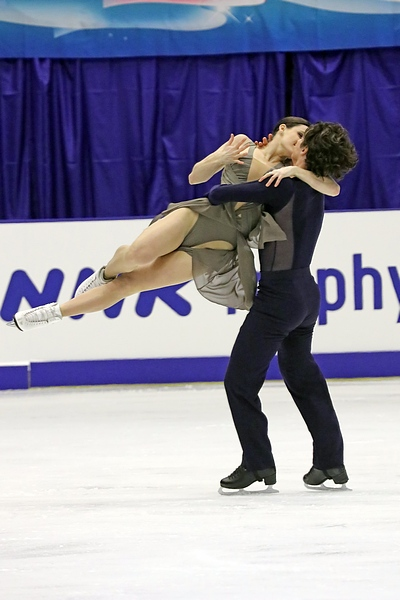
(Virtue / Moir)

### Podnoszenia po linii prostej

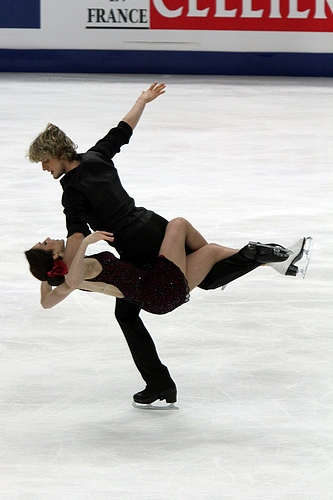
Podnoszący: na jednej nodze Podnoszona: pozycja pozioma (Davis / White)
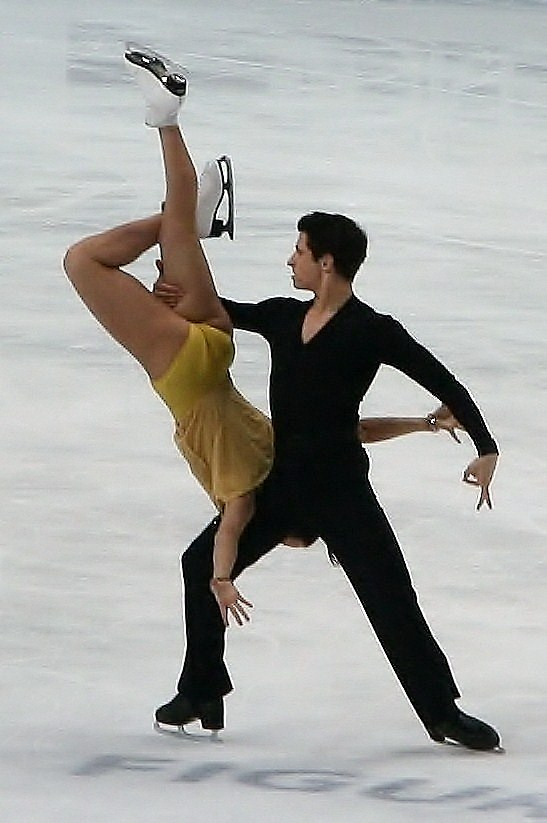
Podnoszący: Ina Bauer (krawędź wewnętrzna) Podnoszona: pozycja pionowa do góry nogami (Virtue / Moir)
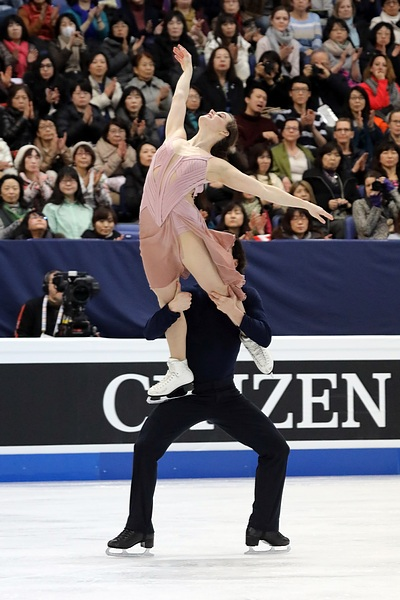
Podnoszący: besti squat Podnoszona: pozycja odchylona z nogami jako jedynymi punktami wsparcia (Virtue / Moir)
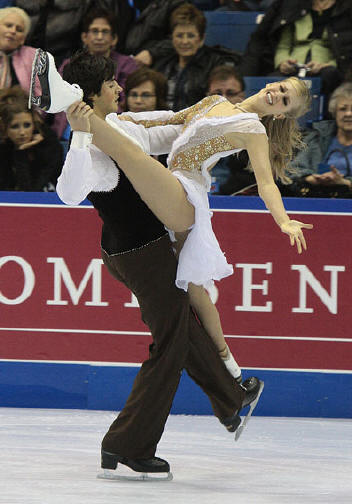
Podnoszący: na jednej nodze Podnoszona: pełny szpagat (Weaver / Poje)
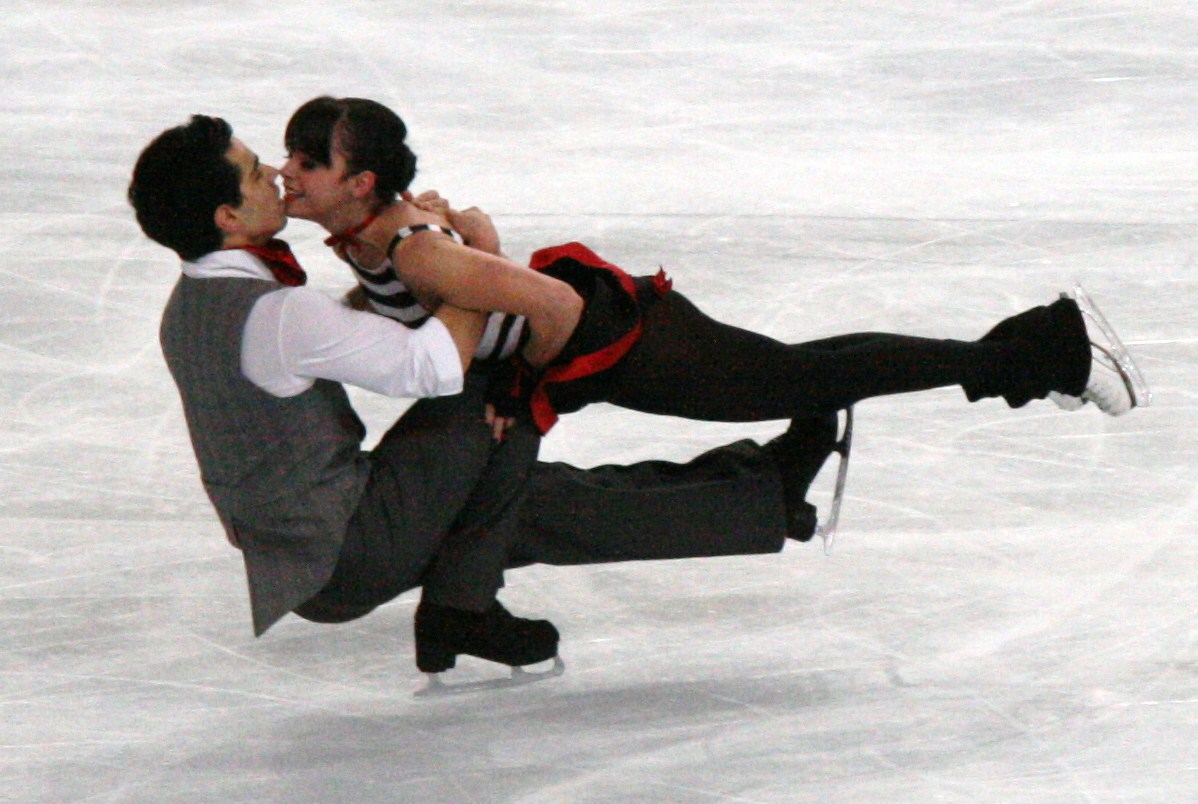
Podnoszący: shoot-the-duck Podnoszona: pozycja pozioma (Cappellini / Lanotte)
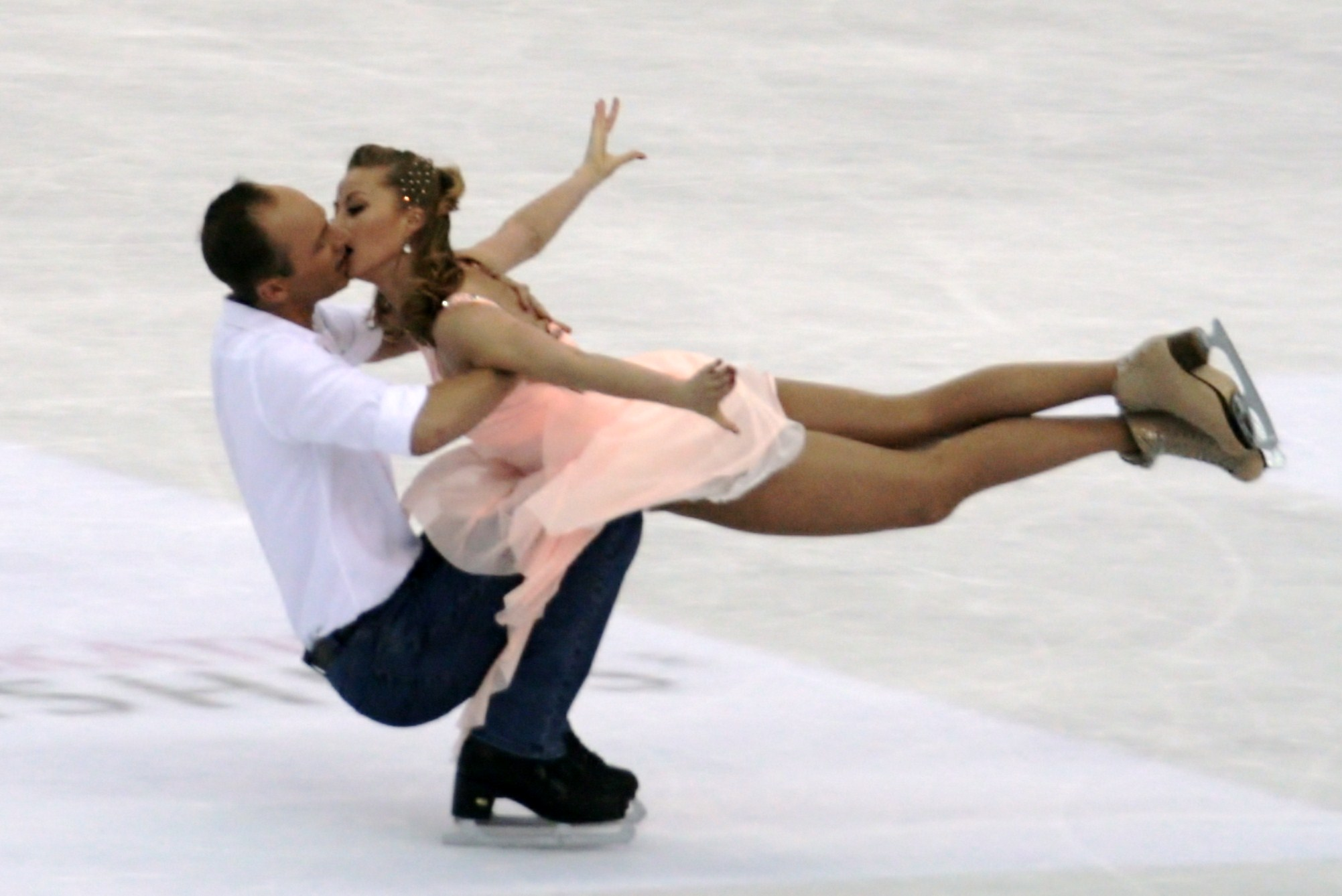
Podnoszący: przysiad ze zgięciem obu nóg Podnoszona: pozycja pozioma (Zhiganshina / Gazsi)
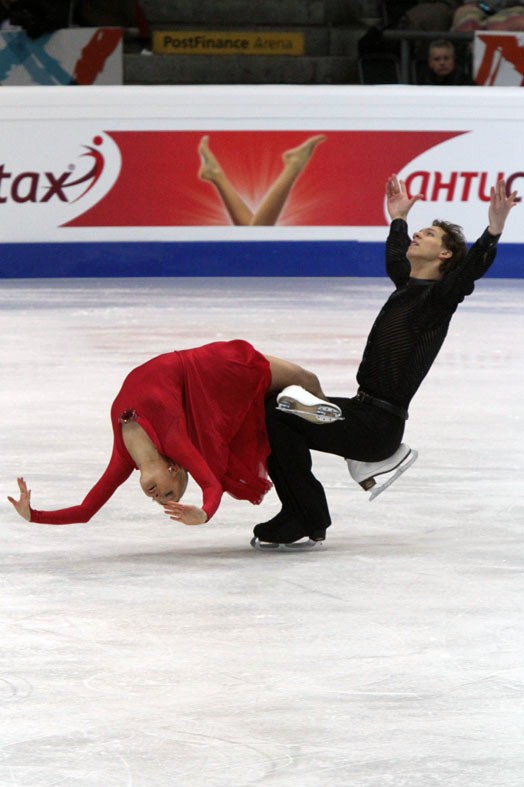
Podnoszący: przysiad ze zgięciem obu nóg Podnoszona: cantilever (Bobrowa / Sołowjow)
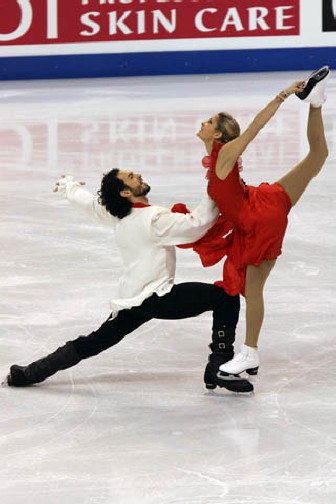
Podnoszący: lunge Podnoszona: pozycja Biellmann (Belbin / Agosto)
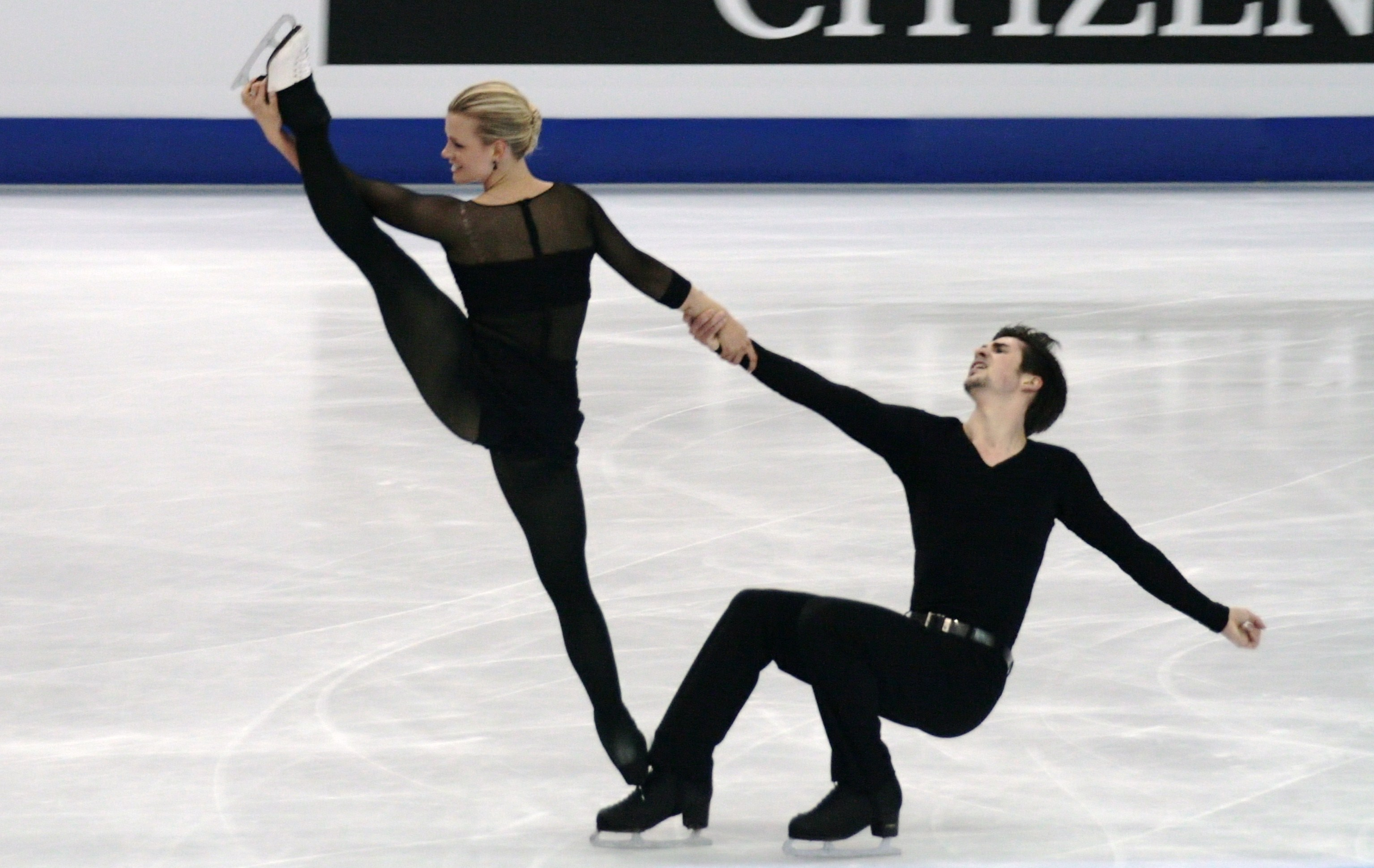
Podnoszący: przysiad Podnoszona: pełny szpagat (Hubbell / Donohue)
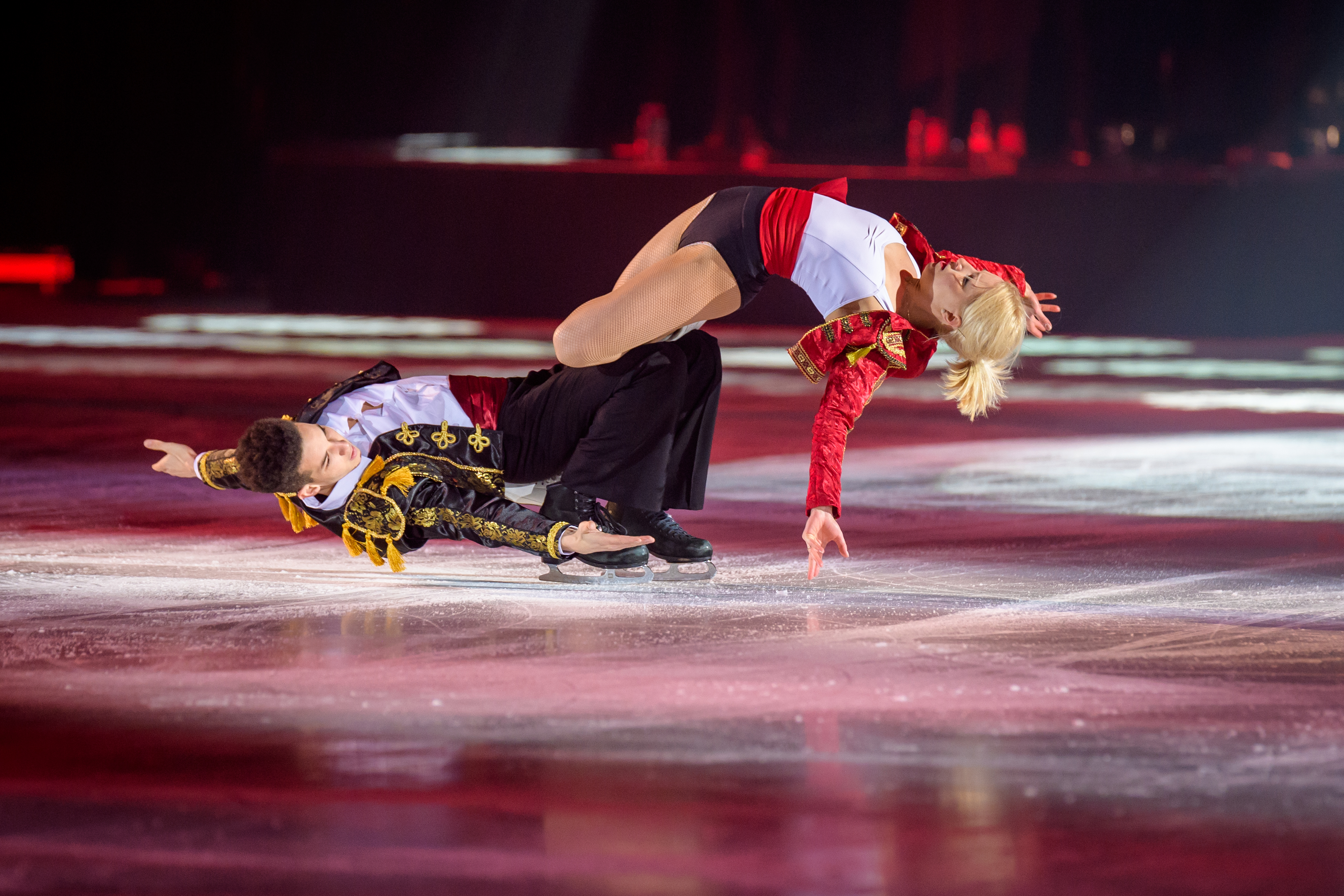
Podnoszący: przysiad ze zgięciem obu nóg Podnoszona: pozycja leżąca bez wsparcia osoby podnoszącej powyżej uda (Plutowska / Flemin)
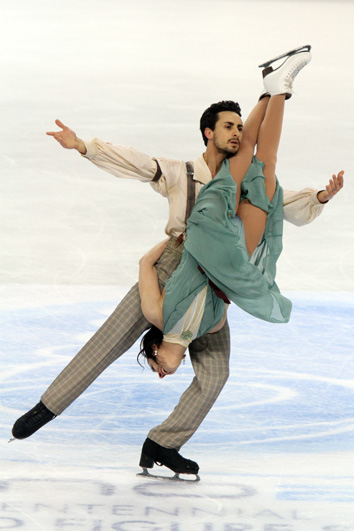
Podnoszący: na jednej nodze Podnoszona: pozycja pionowa do góry nogami (Faiella / Scali)
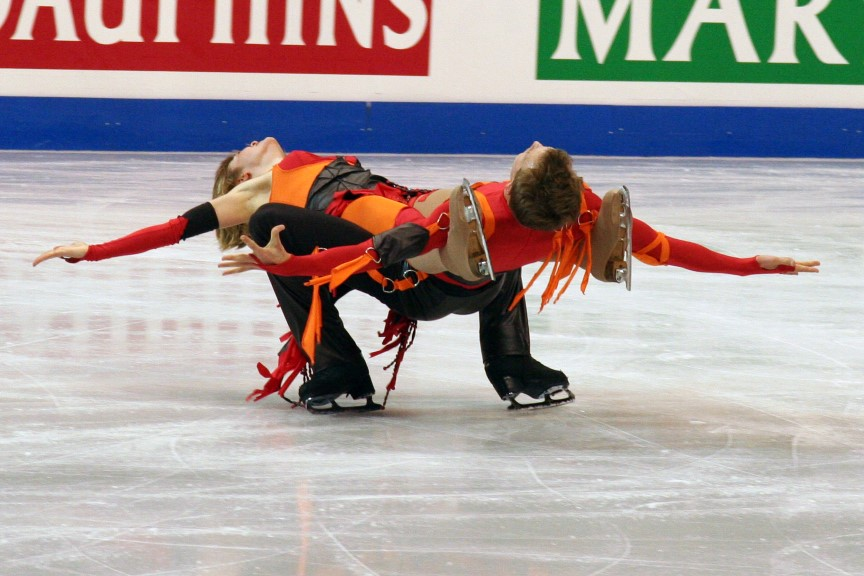
Podnoszący: cantilever Podnoszony: pozycja odchylona z nogami jako jedynymi punktami wsparcia (Blanc / Bouquet)
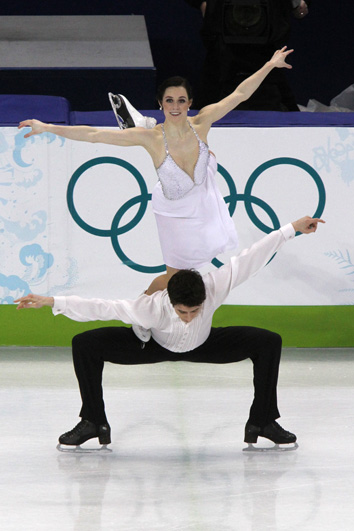
Podnoszący: besti squat Podnoszona: pozycja pionowa na jednej nodze, bez wsparcia osoby podnoszącej (Virtue / Moir)
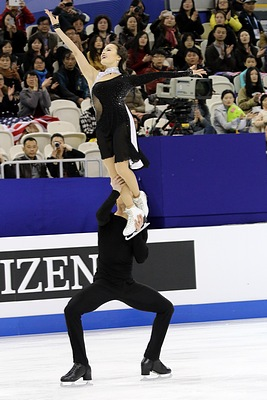
Podnoszący: besti squat Podnoszony: pozycja pionowa (Chock / Bates)
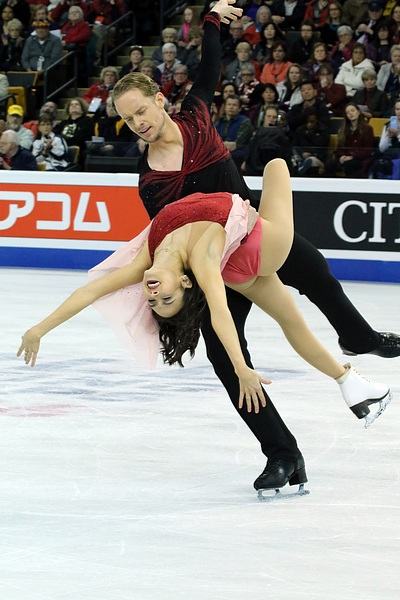
Podnoszący: na jednej nodze Podnoszona: wychylenie z jedną nogą wyprostowaną (Chock / Bates)
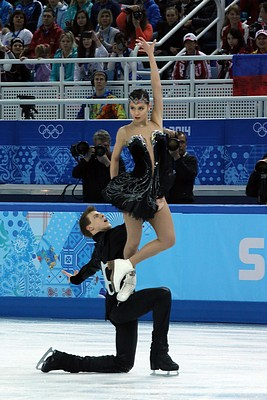
Podnoszący: w pozycji klęczącej Podnoszona: pozycja pionowa na jednej nodze (Iljinych / Kacałapow)

### Podnoszenia po łuku

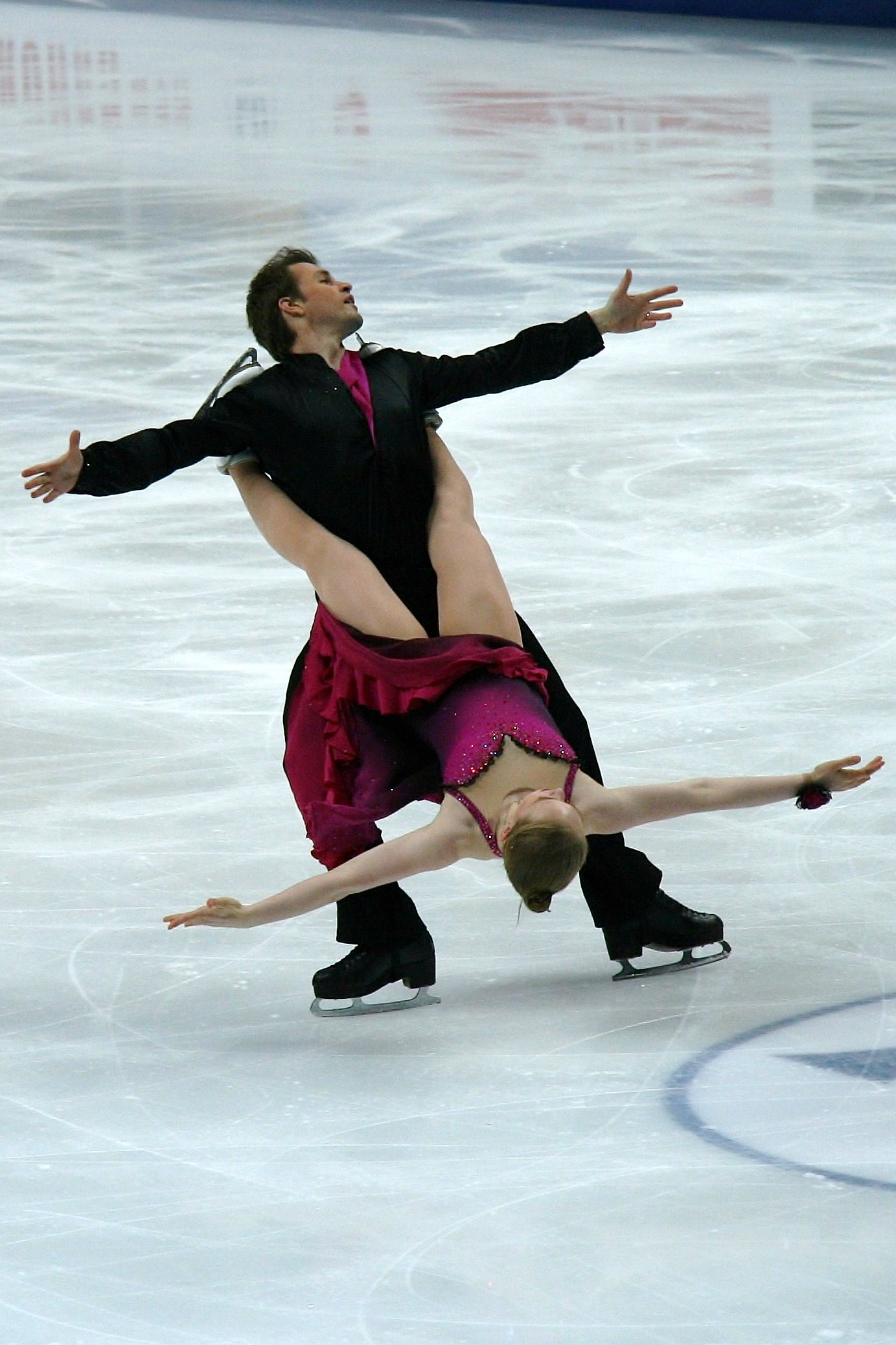
(Heekin-Canedy / Szakałow)
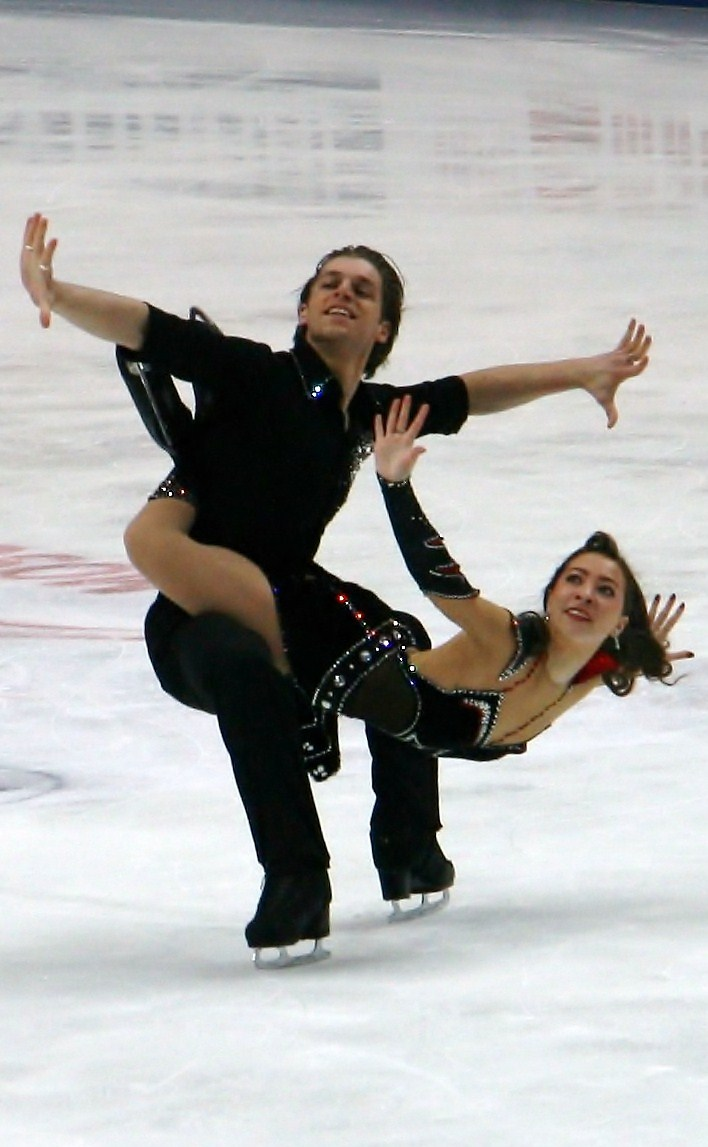
(Reed / Japaridze)
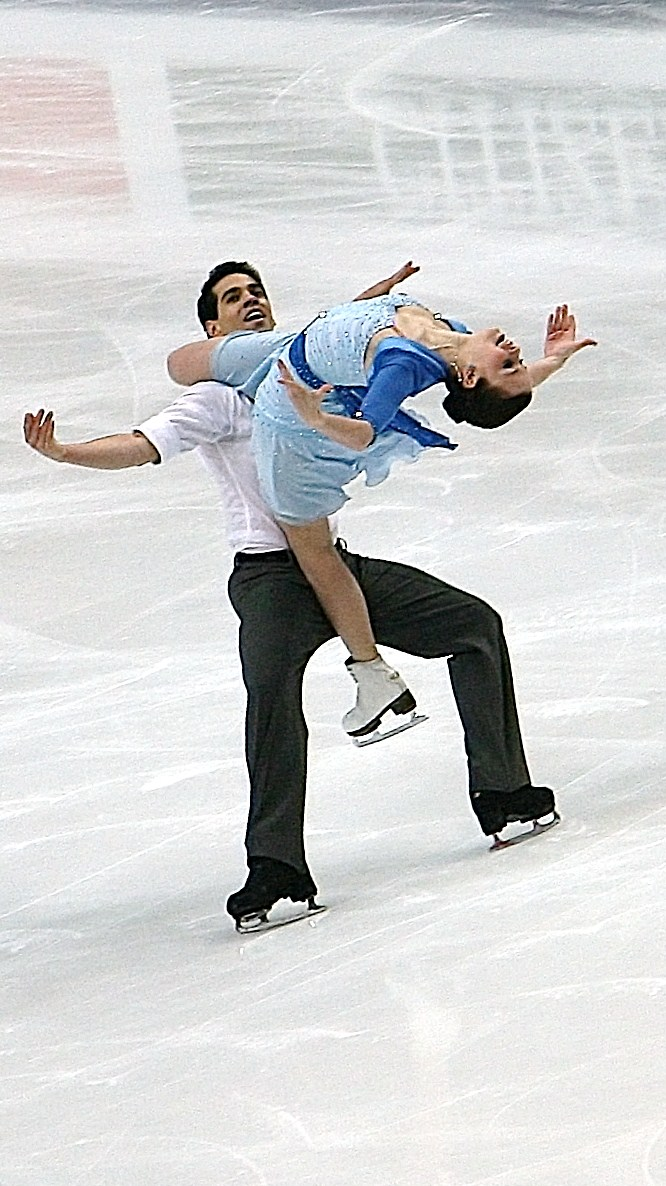
(Cappellini / Lanotte)
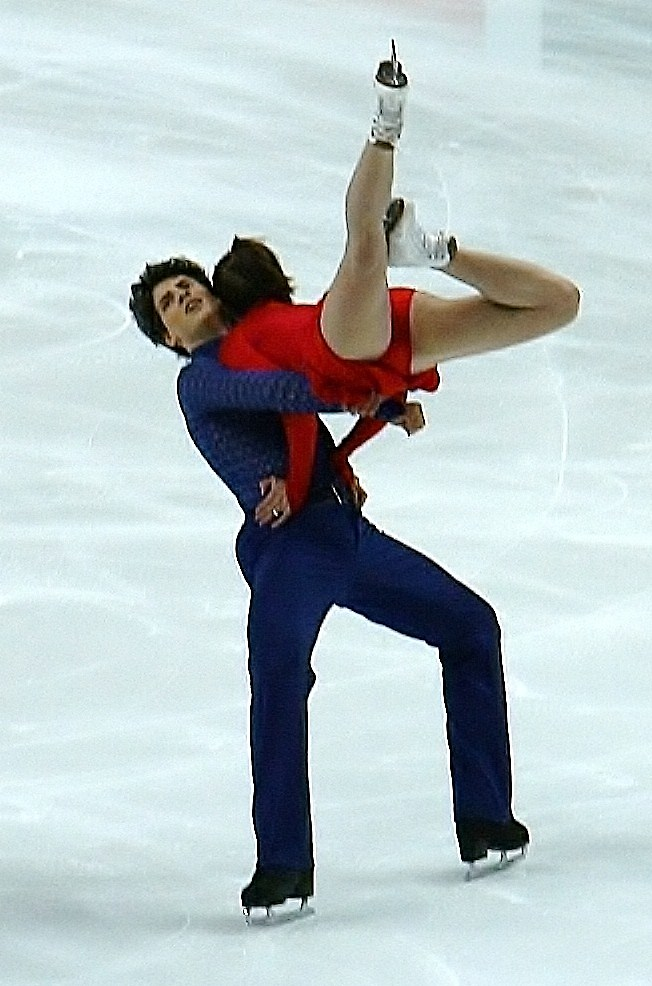
(Crone / Poirier)
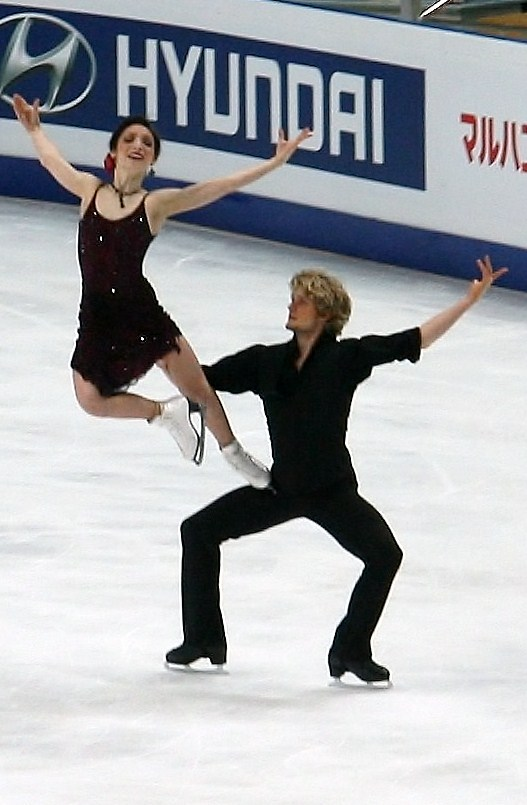
(Davis / White)
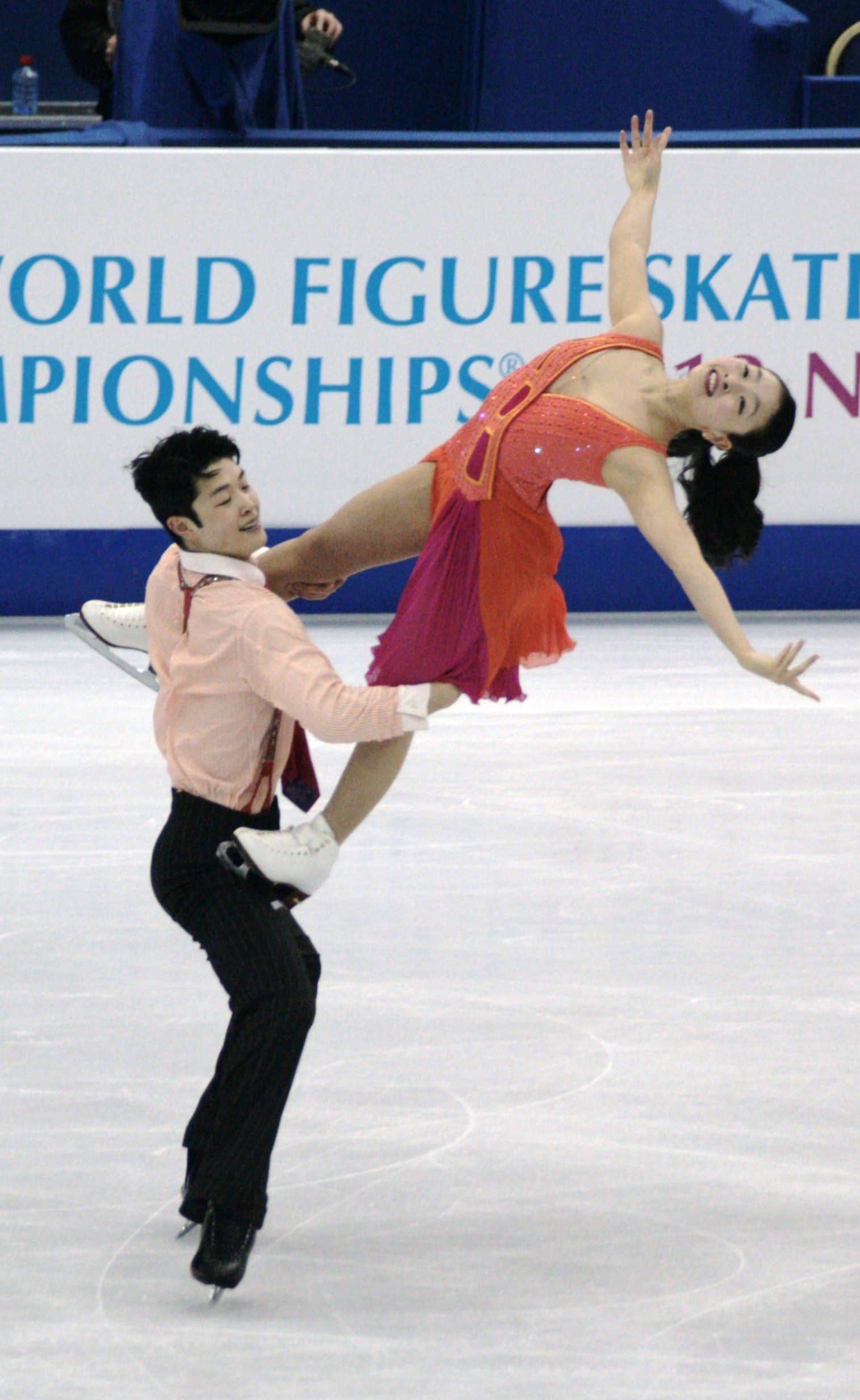
(Shibutani / Shibutani)
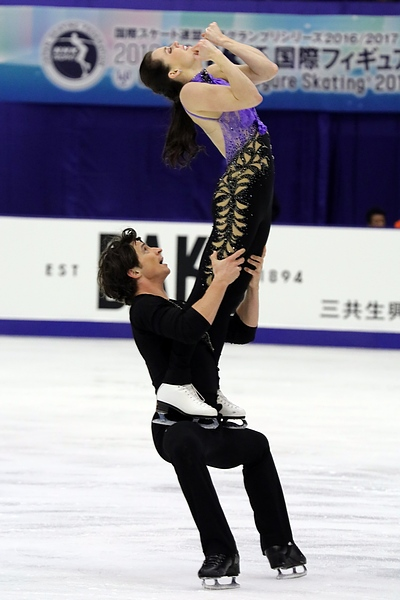
(Virtue / Moir)
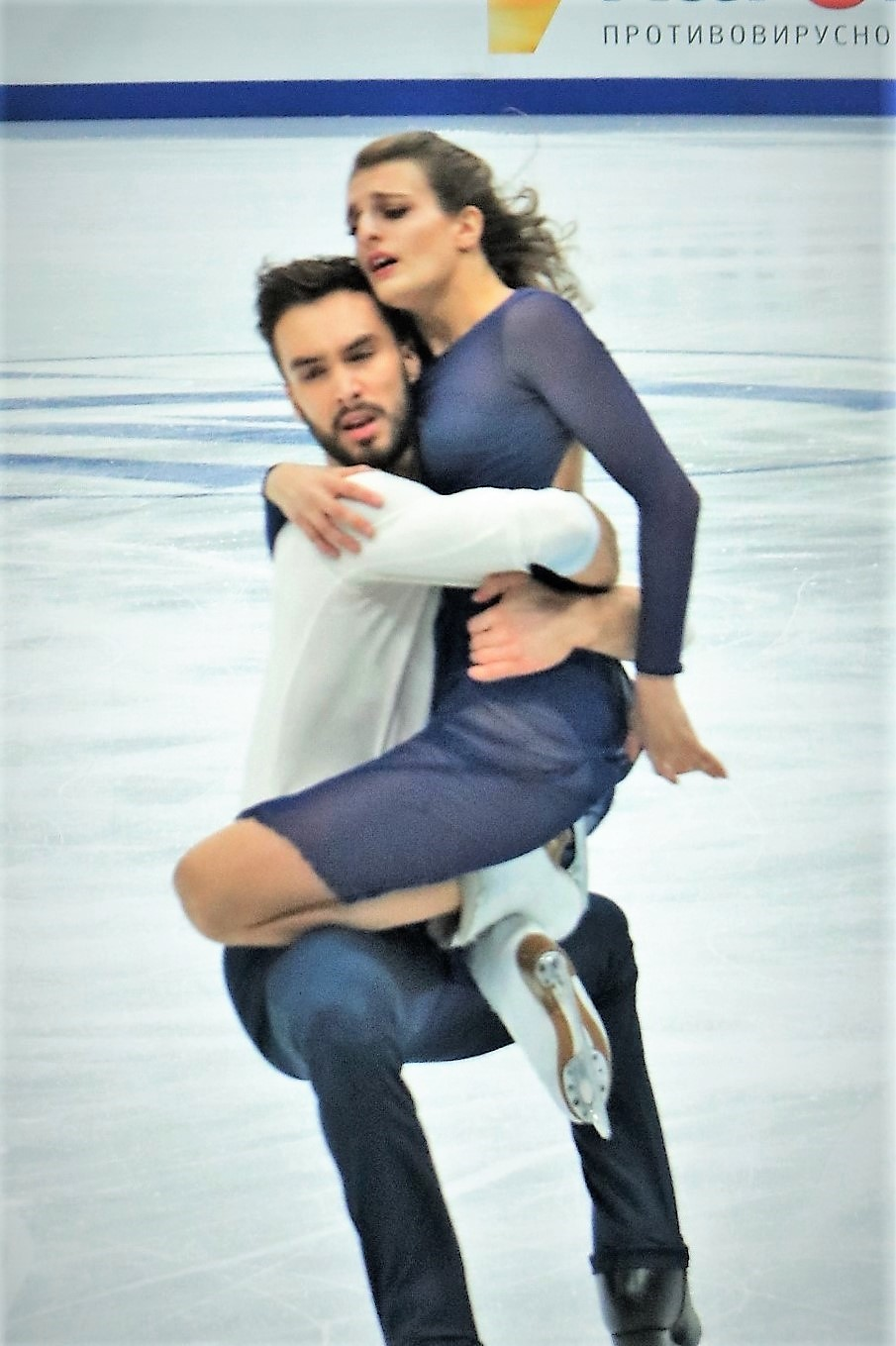
(Papadakis / Cizeron)
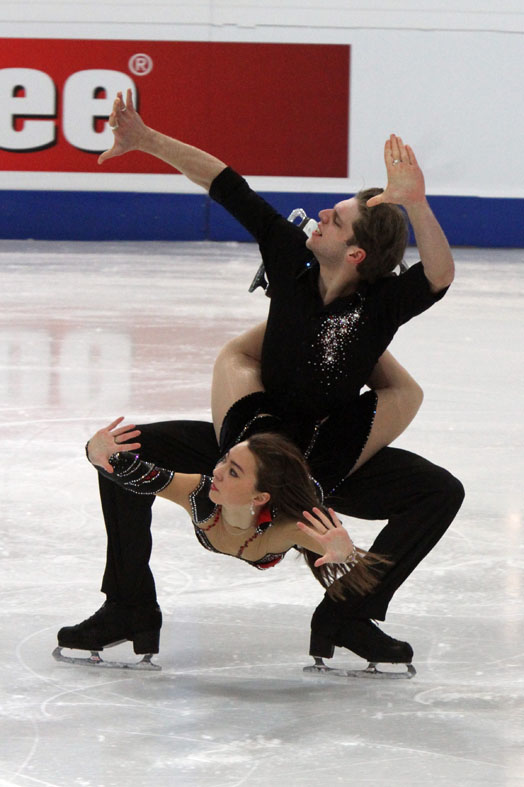
(Reed / Japaridze)
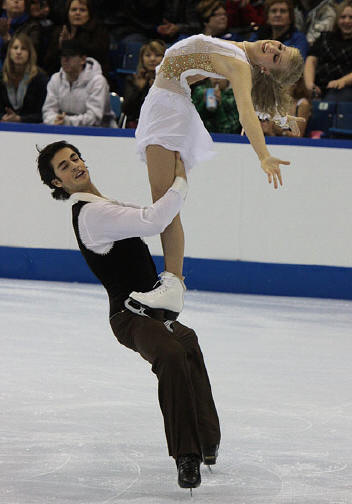
(Weaver / Poje)
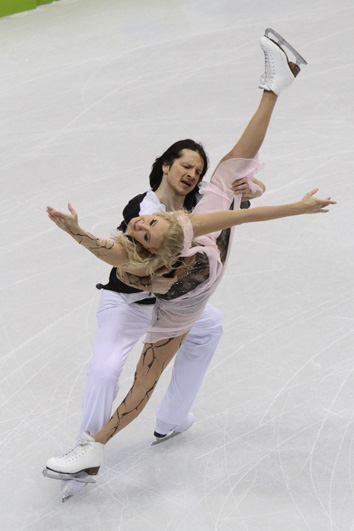
(Domnina / Szabalin)
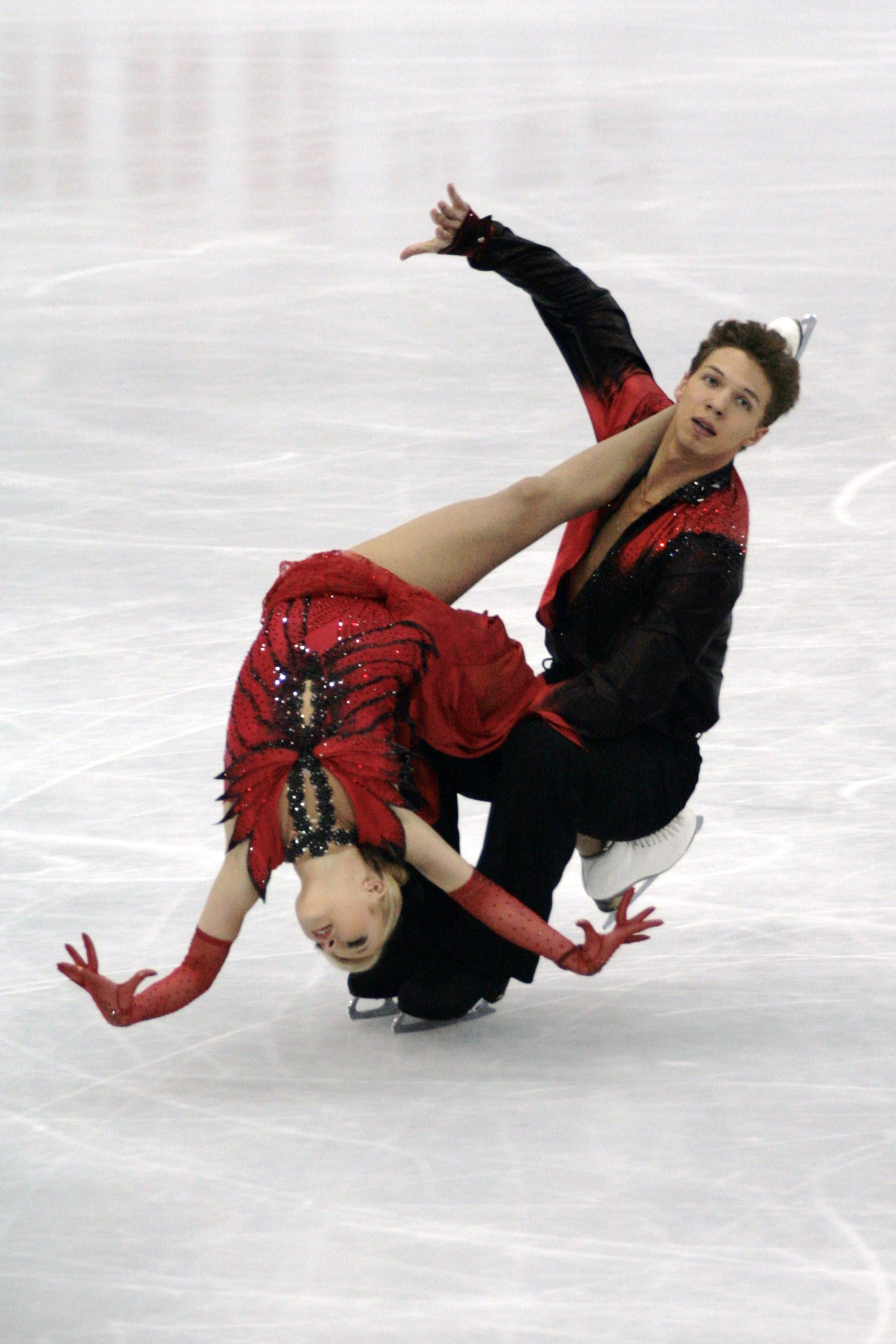
(Bobrowa / Sołowjow)

## Pary sportowe
Podnoszenia wykonywane przez pary sportowe są wykonywane wysoko nad głową partnera podnoszącego ze zmianami pozycji podnoszonej partnerki. Zgodnie z przepisami ISU podnoszący przemieszcza się po lodzie wykonując od jednego pełnego do trzech i pół obrotu. Ocena punktowa podnoszenia dotyczy trudności wejścia do podnoszenia, rodzaju chwytu, sposobu przemieszczania po lodzie, płynności i jakości wykonania podnoszenia, czyli zmian pozycji podnoszonej, stabilności podnoszącego, czystości wykonywania obrotów (minimalne kruszenie lodu przy obrotach), rodzaju zejścia i innych opcjonalnych czynników. Opcjonalne czynniki zwiększające punktację obejmują wykonanie trudnego wejścia lub zejścia, zwolnienie jednej ręki, zmianę pozycji podczas podnoszenia, zatrzymanie obrotu, zmiana rodzaju podnoszenia w rotacyjne lub odwrócenie kierunki obrotu.
Międzynarodowa Unia Łyżwiarska (ISU) dopuszcza wykonywanie przez pary taneczne podnoszeń należących do pięciu grup. Są one kategoryzowane poprzez chwyt w momencie przejścia podnoszonej partnerki przez ramię partnera podnoszącego. Dopuszczalne chwyty to:
- Grupa 1 – trzymanie pod pachami (ang. Armpit Lifts, 1Li) – uznawane za najprostsze do wykonania. Partnerka wykonuje pełny lub niepełny szpagat, podnoszenie może być wykonywane poprzez trzymanie partnerki z jednej strony pod pachą, a z drugiej za rękę. Rozróżniane są wejścia do tego podnoszenia, zależące od krawędzi łyżwy partnerki, która jako ostatnia miała kontakt z lodem. Wyróżnia się podnoszenie z pozycji jak do lutza, toe loopa, flipa, loopa, axla.
- Grupa 2 – trzymanie w talii (ang. Waist Lifts, 2Li) – rozróżnia się dwa typy podnoszeń z tej grupy:

- Podnoszenia loopowe – klasyczne podnoszenia z trzymanie w talli, gdzie partner podnosi partnerkę do góry i trzyma ją w pasie podtrzymując (lub nie) za rękę.
- Podnoszenia twistowe (ang. Twist Lifts, Tw) – należą do elementów obowiązkowych w programach par sportowych. Rozpoczynane jest od podniesienia partnerki do góry poprzez trzymanie w talii, co pomaga partnerce podnoszonej przygotowującej się tak jak do skoku axla lub skoku kopanego. Następnie partnerka obraca się w powietrzu (od 1 nawet do 4 razy), a partner łapie ją w powietrzu i odstawia na taflę lodu. Poziom trudności podnoszenia twistowego jest większy, jeśli obie nogi podnoszonej partnerki znajdują się co najmniej 45° od osi ciała, a jej nogi są wyprostowane lub prawie wyprostowane. Niektóre pary wykonują podnoszenie twistowe szpagatowe, w którym partnerka przed obrotem w powietrzu wykonuje pełny szpagat. Najbardziej znaną parą wykonującą ten rodzaj podnoszenia twistowego szpagatowego była para Jekatierina Gordiejewa / Siergiej Grińkow. Para sportowe może również osiągnąć wyższy wynik przy wykonaniu trudnego wejściu do podnoszenia, opóźnionym obrocie lub jeśli partnerka trzyma ręce nad głową podczas obracania się w powietrzu.

- Grupa 3 – trzymanie ręka-biodro lub w górnej części nogi powyżej kolana (ang. Hand to Hip Position, 3Li) – w tej grupie podnoszeń partnerka może przyjąć kilka różnych pozycji, które rozróżniają rodzaje podnoszeń z grupy 3. Do tych pozycji należą:

- Półmisek, łabędź, blat (ang. Platter, Swan, Tabletop) – wszystkie nazwy oznaczają podnoszenie w którym partnerka trzymana jest jedynie za biodra wysoko nad głową partnera, jej pozycja jest pozioma z podniesioną głową i wyprostowanymi rękoma.
- Gwiazda – partner unosi partnerkę jedną ręką, biodrem w górę. Nogi kobiety są zwykle w pozycji niepełnego szpagatu, czyli jest odwrócona do góry nogami, gdy partner obraca się i jednocześnie porusza po lodzie.
- Koło (ang. Cartwheel) – ta pozycja w przeciwieństwie do podnoszenia w pozycji gwiazdy składa się z wykonania tylko połowy obrotu przez oboje partnerów.

- Podnoszenie ręka-ręka (ang. Hand to Hand Position, 4Li) – wyróżnia się dwa typy:

- Grupa 4 – podnoszenia wyciskane (ang. Press Lifts) – para jest skierowana w swoją stronę twarzami, parter podnosi partnerkę do góry za obie ręce na zasadzie windy. Gdy partnerka jest w powietrzu najczęściej oboje zwalniają jedną rękę, aby podnieść trudność podnoszenia.
- Grupa 5 – podnoszenia lassowe (ang. Lasso Lifts), z następującymi wejściami do podnoszenia (rosnąca trudność):

- podnoszenie toe lasso (ang. Toe Lasso Lift, 5TLi)
- podnoszenie krok w lasso (ang. Step in Lasso Lift, 5SLi)
- podnoszenie wsteczne lasso (ang. Backward Lasso Lif, 5BLi)
- podnoszenie axel lasso (ang. Axel Lasso Lift, 5ALi)
- podnoszenie odwrócone lasso (ang. Reverse Lasso Lift, 5RLi)

Trzy główne pozycje podnoszonej partnerki to pozycja pionowa (górna część ciała wyprostowana) w podnoszeniach z grupy 4 i 5, gwiazda (bokiem z górną częścią ciała równolegle do lodu) lub półmisek (pozioma pozycja z górną częścią ciała równoległą do lodu, z głową zwróconą w górę lub w dół) w podnoszeniach z grupy 3. Podnoszenie bez obrotów nazywane jest podnoszeniem noszonym (ang. carry lift) i jest gorzej punktowane od podnoszeń rotacyjnych. Podnoszenia poniżej ramion partnera podnoszącego, czyli podnoszenia taneczne są uznawane w konkurencji par sportowych jako element choreografii, a nie właściwe podnoszenie.
Najczęściej spotykanymi podnoszeniami w programach par sportowych są te z grupy 3 i 5, najczęściej w pozycji gwiazdy lub pionowej.

## Przykłady podnoszeń par sportowych

### Podnoszenia twistowe

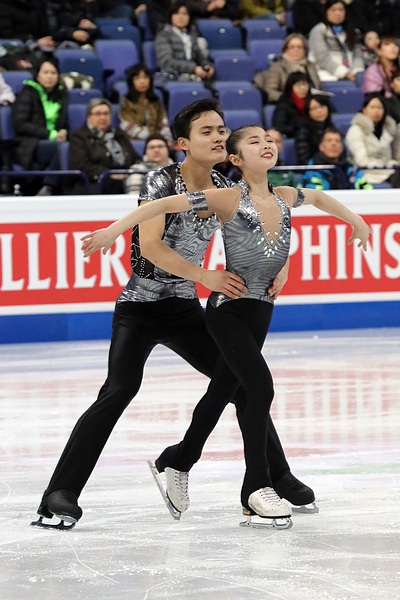
Przygotowanie do wejścia w podnoszenia twistowego (Tae-ok / Ju-sik)
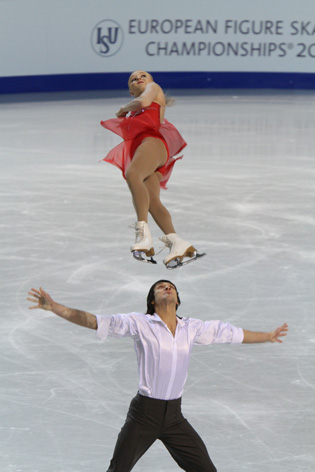
Podnoszenie twistowe (Muchortowa / Trańkow)
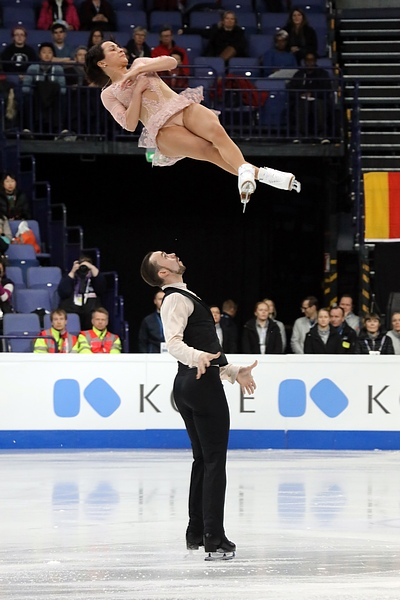
Podnoszenie twistowe (Stołbowa / Klimow)
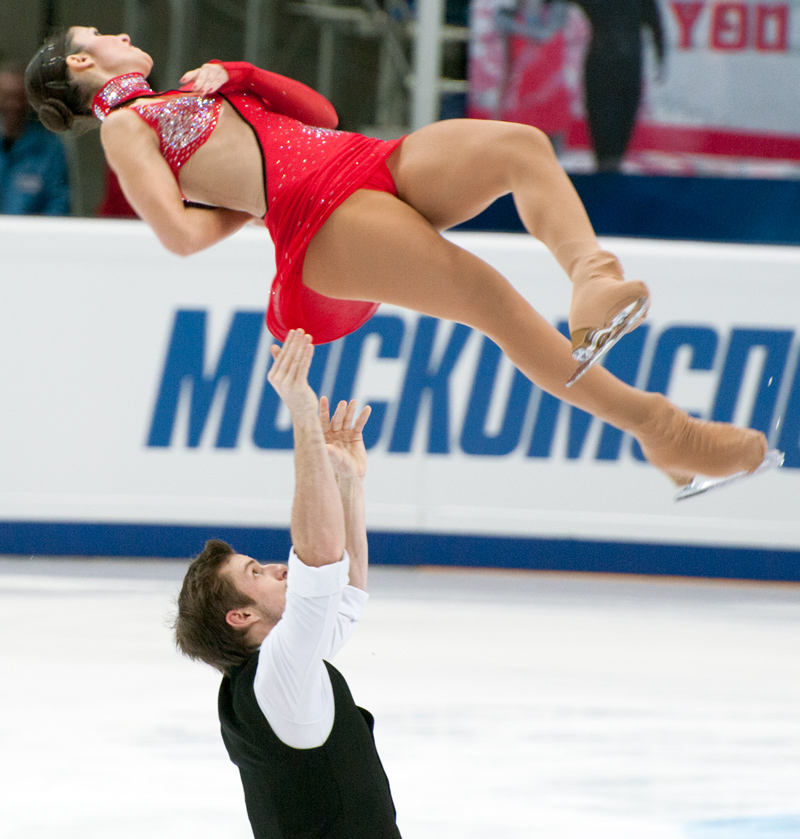
Złapanie partnerki w powietrzu przy podnoszeniu twistowym (Berton / Hotarek)

### Podnoszenia ręka-biodro

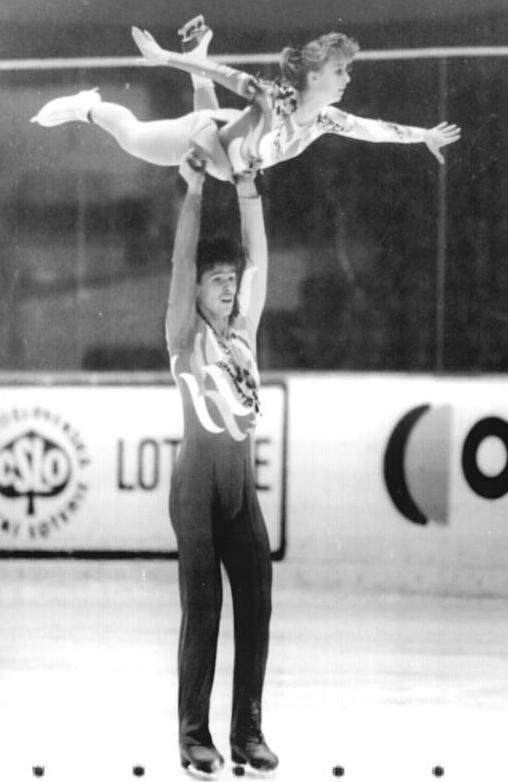
Pozycja półmiska (łabędzia, blatu) (Wötzel / Rauschenbach)
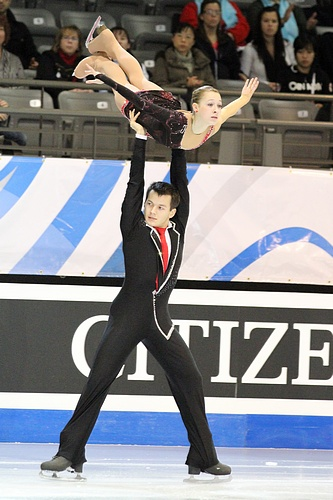
Pozycja półmiska (łabędzia, blatu) bez trzymania przez partnerkę (Pietajkina / Kurdiukow)
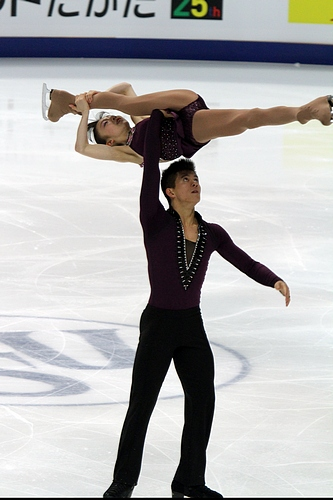
Pozycja koła (Takahashi / Tran)
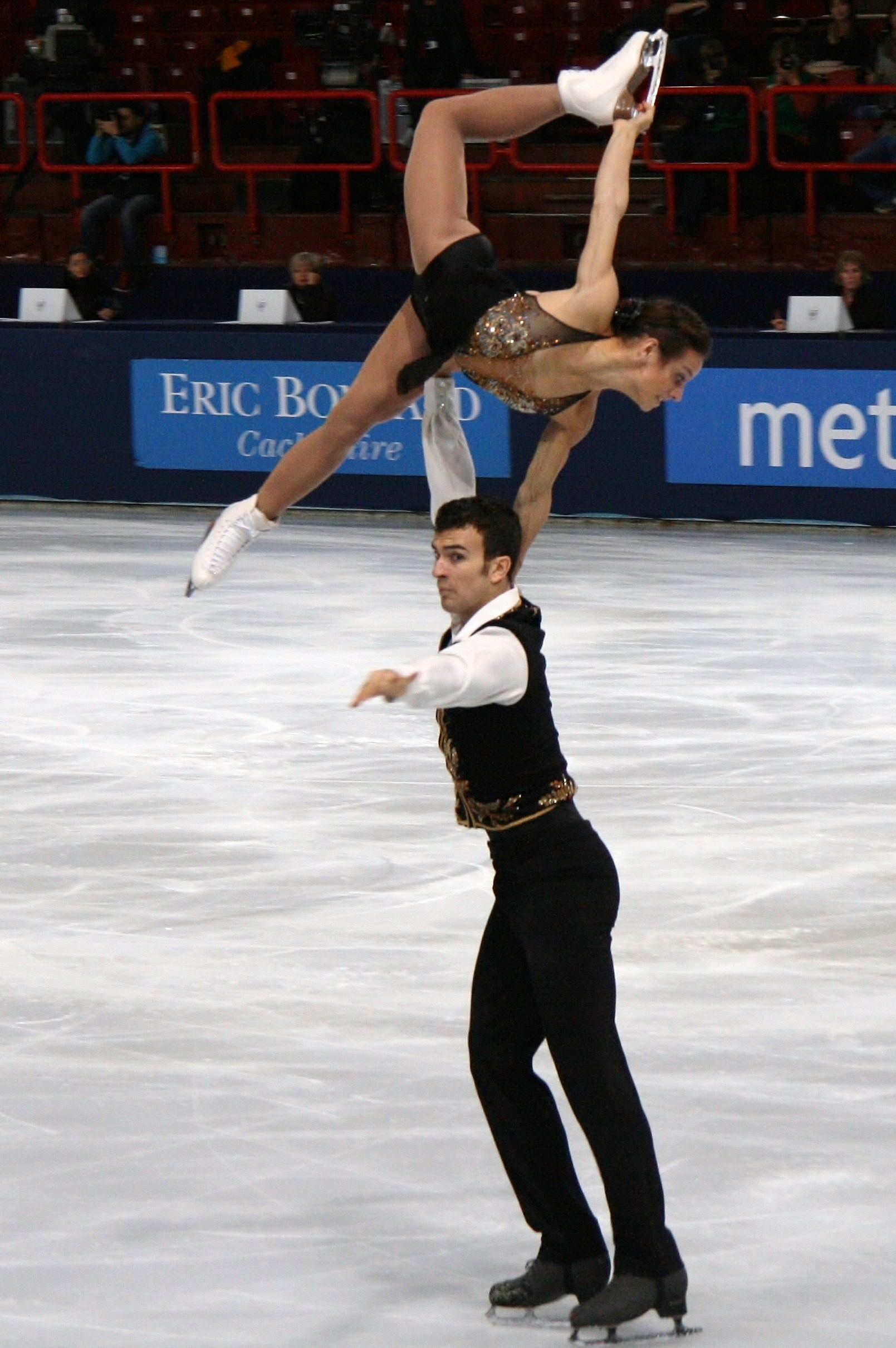
Pozycja gwiazdy z trzymaniem łyżwy (Duhamel / Radford)
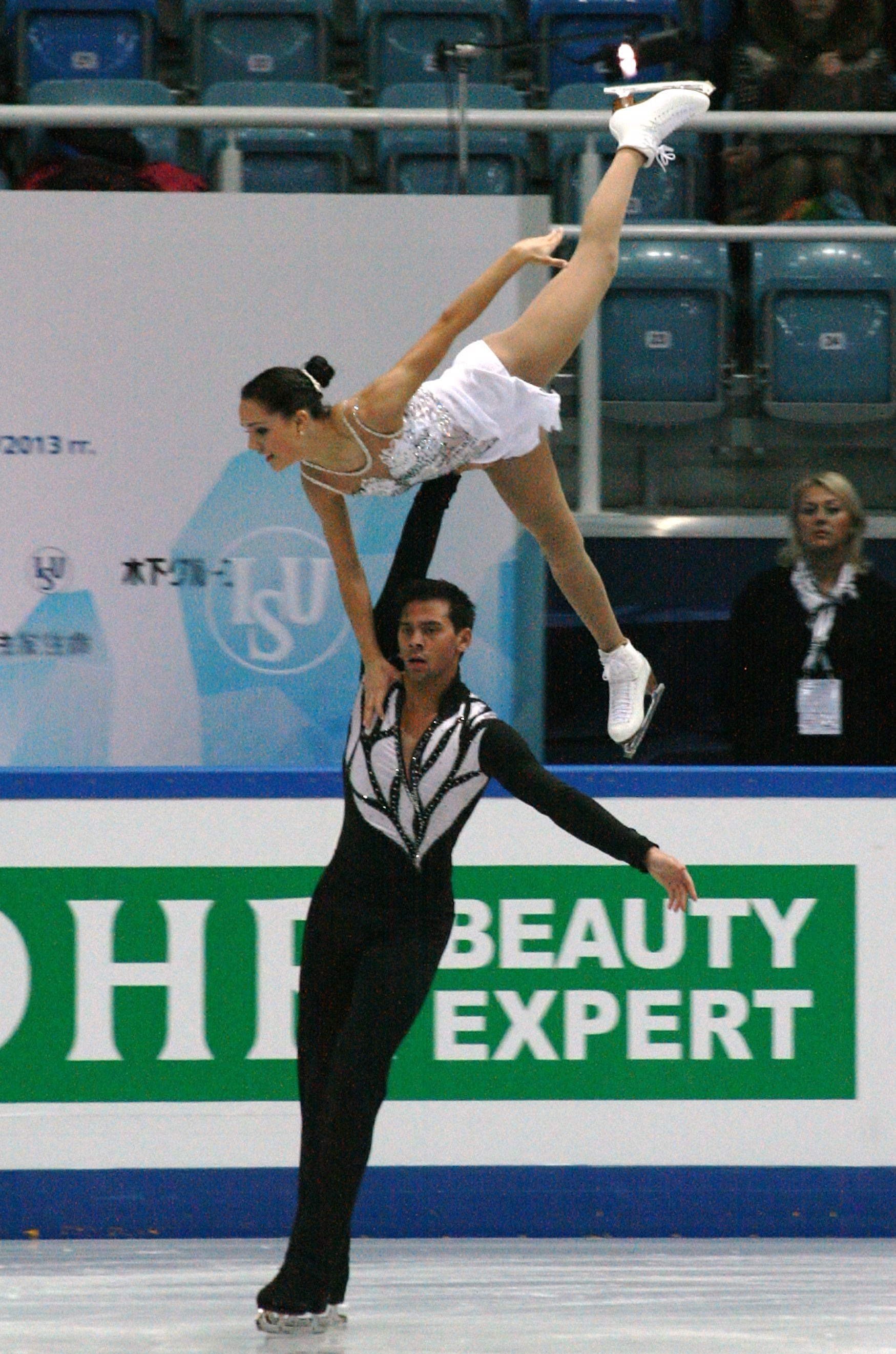
Pozycja gwiazdy (Jones / Beharry)
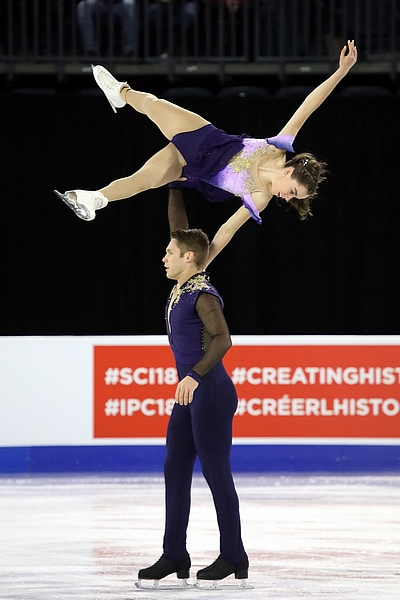
Pozycja gwiazdy (Walsh / Michaud)

### Podnoszenia ręka-ręka

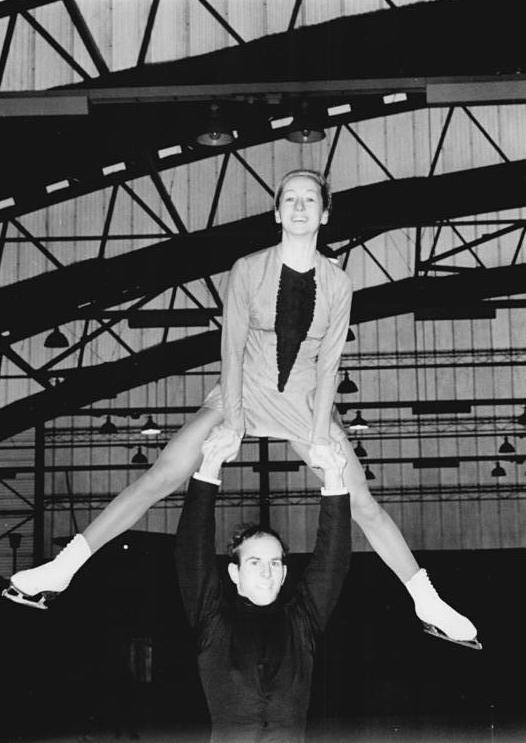
Pozycja pionowa (Steiner / Walther)
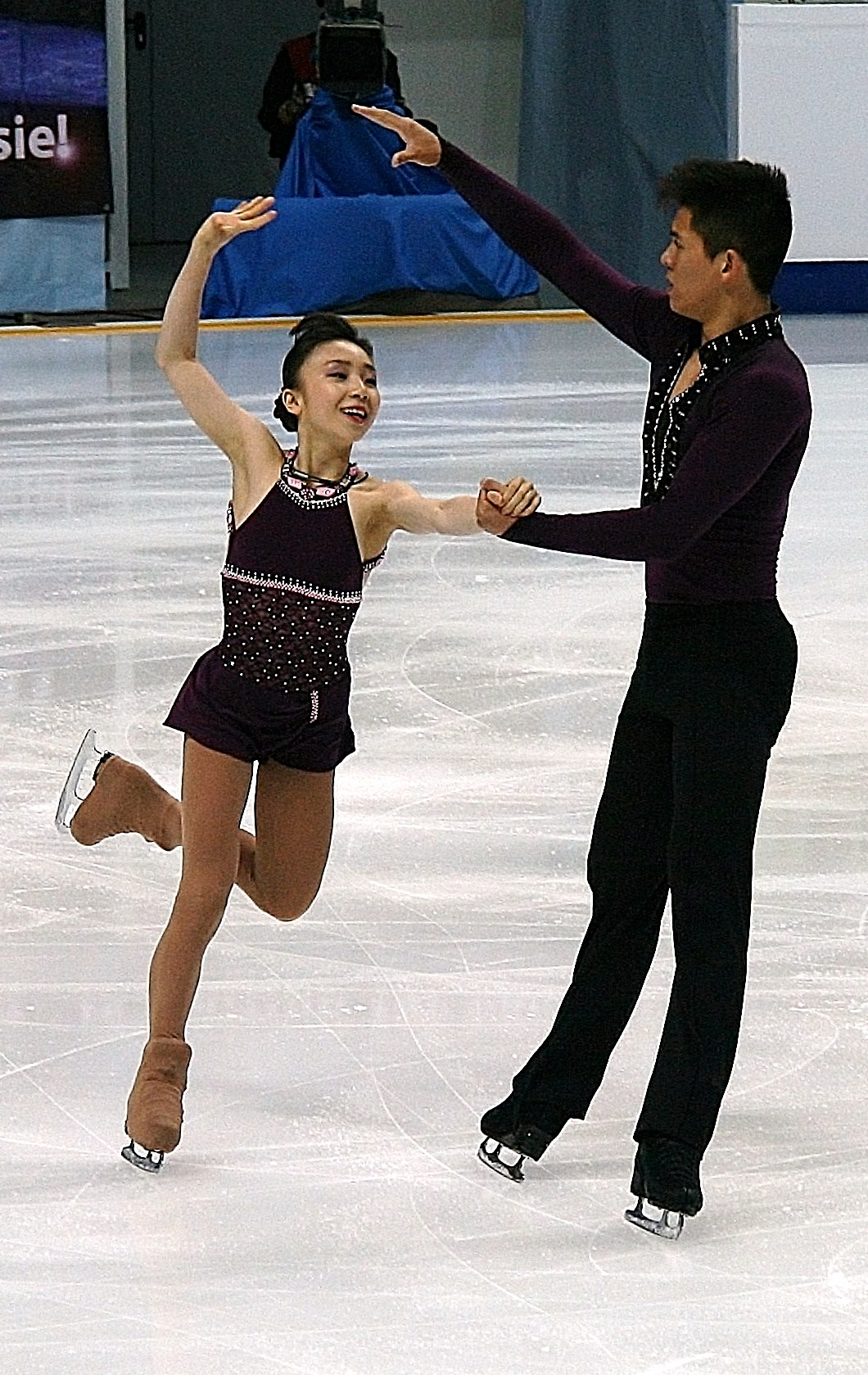
Wejście do podnoszenia lassowego (Takahashi / Tran)
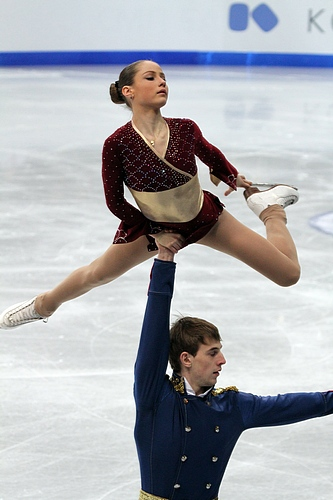
Pozycja pionowa z trzymaniem z przodu (Ławrentjewa / Rudyk)
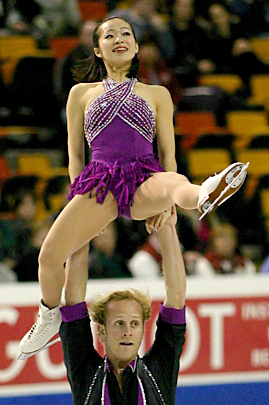
Pozycja pionowa z trzymaniem z tyłu (Inoue / Baldwin)
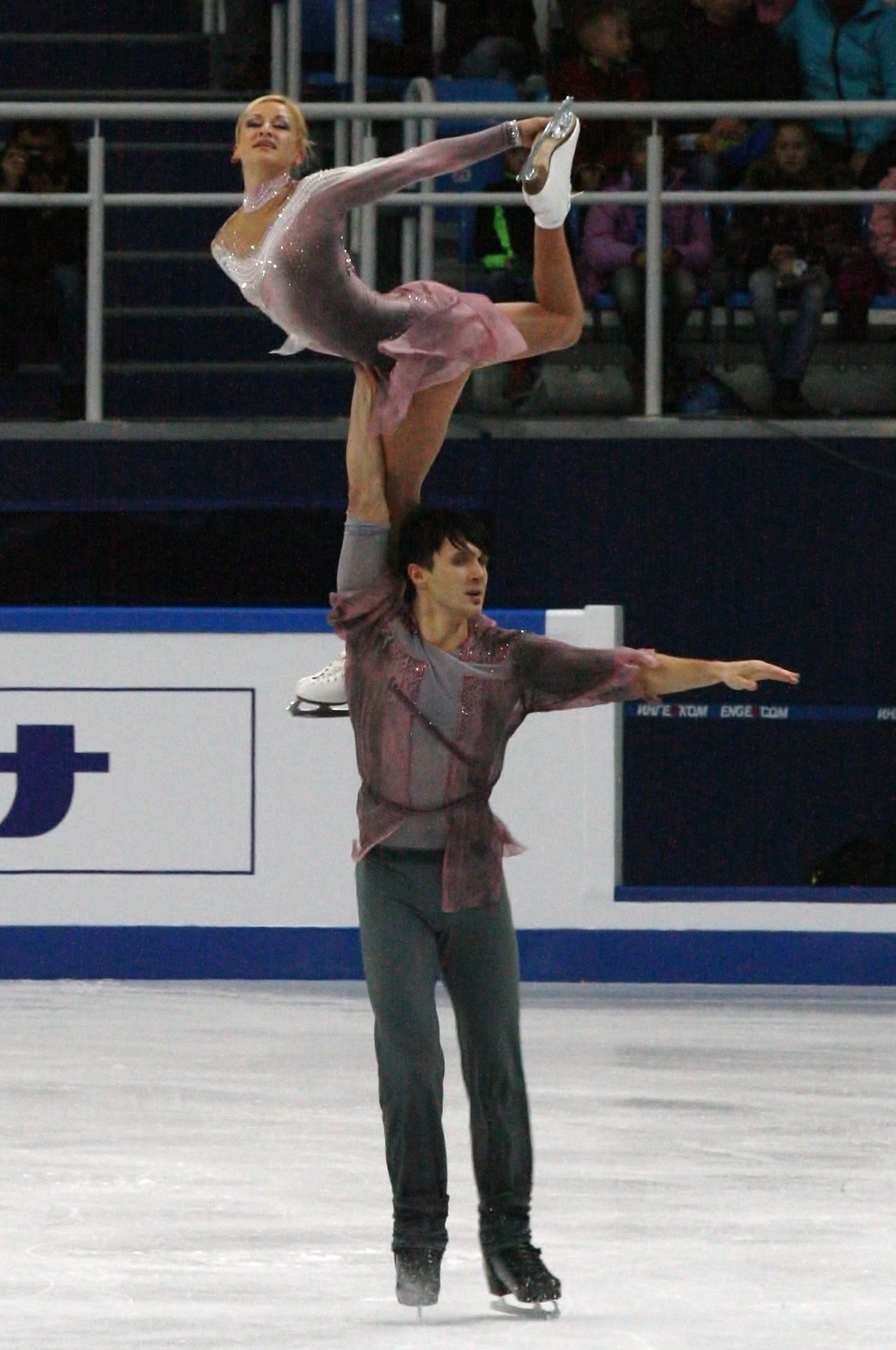
Pozycja pionowa z trzymaniem łyżwy (Wołosożar / Trańkow)
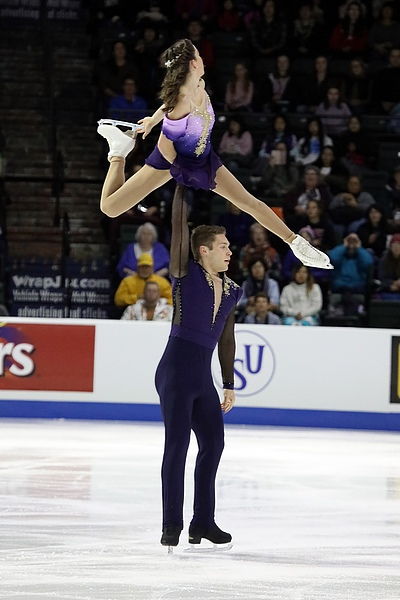
Pozycja pionowa (trzymanie przeciwległej łyżwy) z trzymaniem z przodu (Walsh / Michaud)

## Wymagania regulaminu
ISU określa długość trwania podnoszeń wykonywanych w programach par sportowych i tanecznych. Jeżeli podnoszenie przekracza limit czasu para zostaje ukarana punktami ujemnymi. Liczba i rodzaj podnoszeń jest określana w przedsezonowym komunikacie ISU.